# Vieux-Port de La Rochelle
Pour les articles homonymes, voir Vieux-Port et La Rochelle.
Le Vieux-Port de La Rochelle est le plus ancien des ports de La Rochelle. Il se situe aux portes du centre historique de cette ville portuaire médiévale historique emblématique de la côte atlantique française, en Charente-Maritime en Nouvelle-Aquitaine. Il est décrété site classé par arrêté du 25 juillet 1933, avec ses tour Saint-Nicolas, tour de la chaîne, tour de la Lanterne et grosse Horloge.

## Présentation
Le Vieux-Port de La Rochelle est à ce jour un port de plaisance d'environ 320 places d'amarrage, et un haut lieu de tourisme maritime international, avec son cadre architectural historique pittoresque préservé, ses cafés, restaurants, boutiques, monuments, et musées,,,...

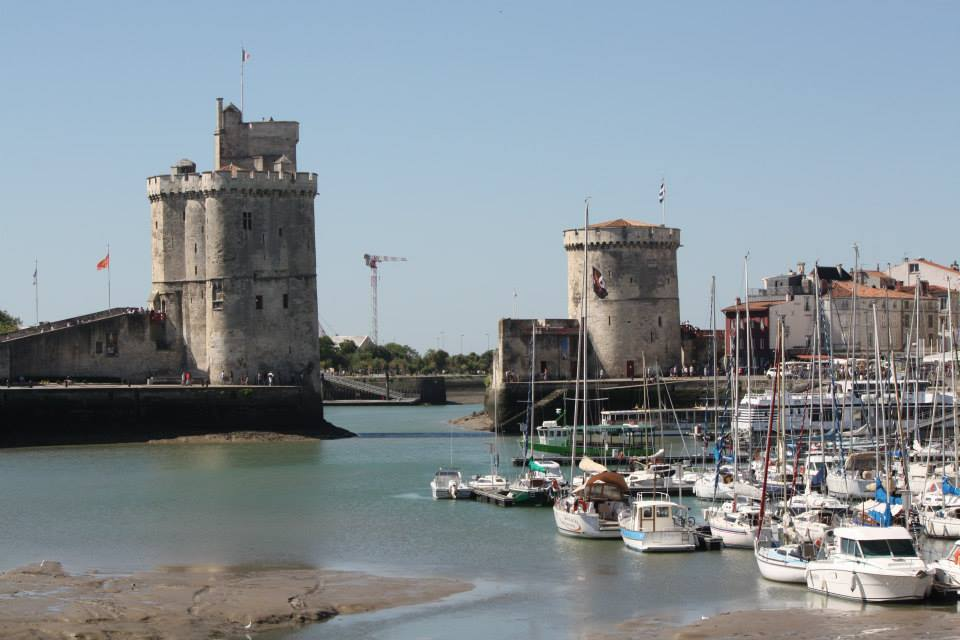
Tour Saint-Nicolas et tour de la chaîne.
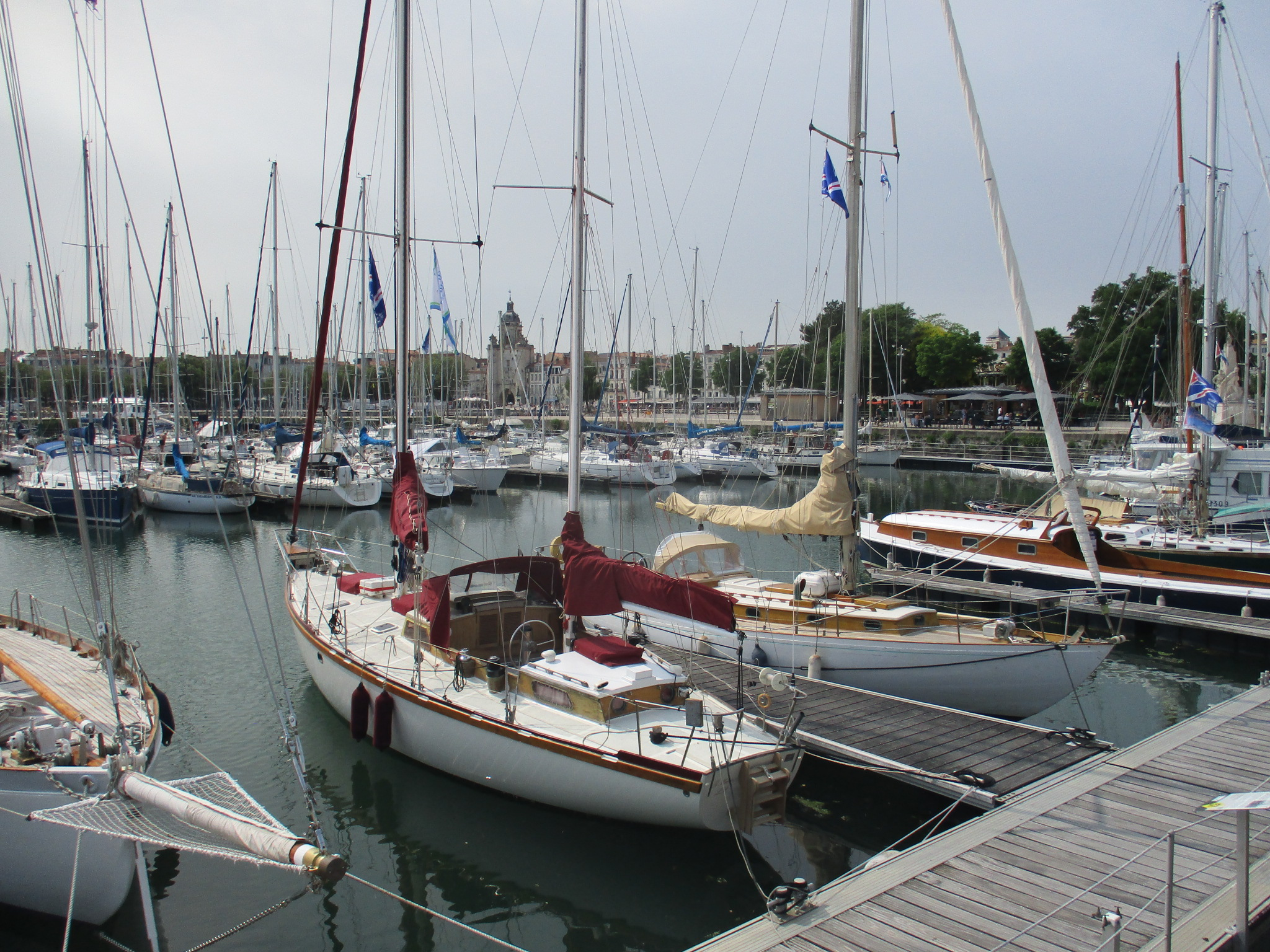
Actuel port de plaisance.

Il fait partie du port de plaisance La Rochelle de 70 hectares pour plus de 5 000 places d'amarrage, créé en 1972, avec le port des Minimes à l'entrée du chenal maritime du Vieux-Port.

## Approche nautique
L'entrée du chenal maritime du Vieux-Port est repéré par le phare du Bout du Monde au large du cap de la pointe des Minimes, à l'entrée du port de plaisance La Rochelle. Ce chenal est dragué à la côte -0,50 m depuis la tour de Richelieu des phares de La Rochelle. C'est au Vieux-Port que se termine le canal de Marans à La Rochelle.

## Historique
Le Vieux-Port de La Rochelle joue un rôle important dans l'histoire de La Rochelle. Il permet à la ville de devenir un des premiers ports de France durant la Guerre de Cent Ans (1337-1453), puis avec la découverte et exploration de l'Amérique à partir du XVe siècle…

### Le port primitif

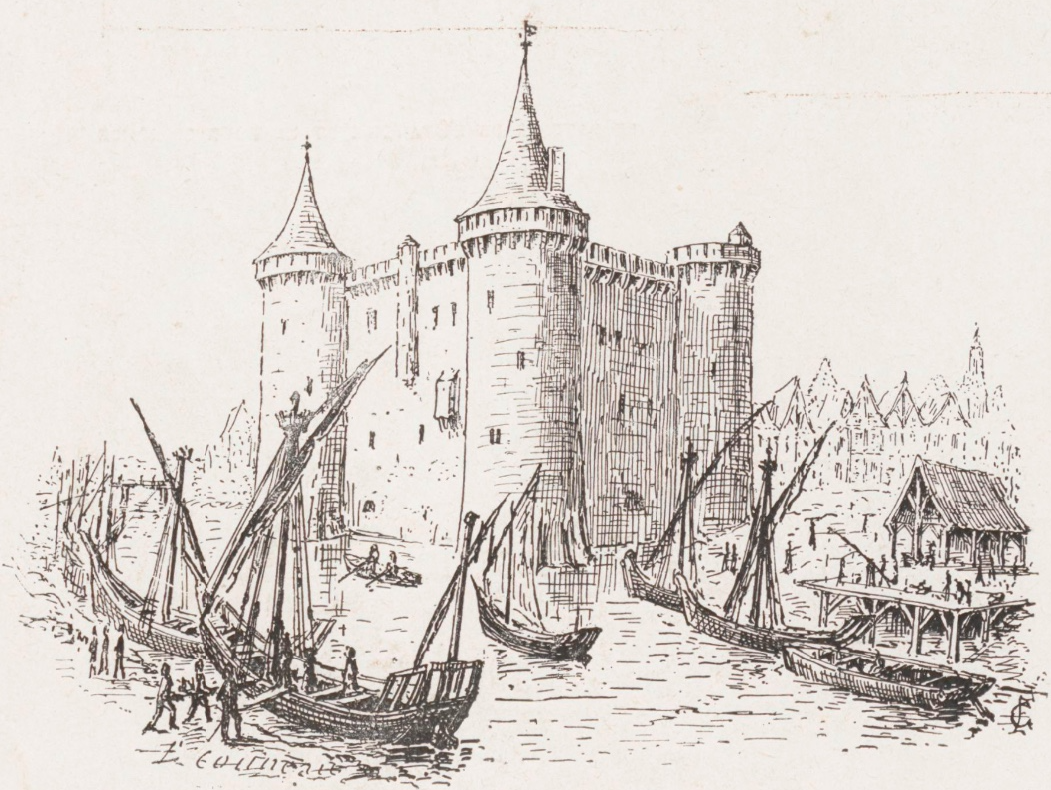
Le port primitif au pied du château Vauclair (XIIe siècle).

Le premier port primitif de La Rochelle (à ce jour disparu) se situe coté terre, sur les douves des fortifications de La Rochelle (le cours d'eau de Lafond) au pied du château Vauclair de la place du chasteau (construit au XIIe siècle sur l'actuelle place de Verdun, et détruit au XIVe siècle). L'entrée des douves est défendue par la tour du Garrot (intégrée depuis à la tour de la Lanterne). Ce port fut rapidement saturé et victime de ses défauts (faible tirant d'eau, accès et manœuvre difficile, envasement), il ne répondait plus à l'augmentation des capacités des navires et du fret, en particulier du vin et du sel de la région. Le Vieux-Port fut alors creusé à partir du XIIIe siècle sur la façade Atlantique de La Rochelle, avec ses grosse Horloge (XIIe siècle), tour de la Lanterne (XIIIe siècle), tour Saint-Nicolas (XIVe siècle), et tour de la chaîne (XIVe siècle)... La Rochelle devient entre le XIIe et le XIVe siècle, le principal port templier Atlantique de la flotte de l'ordre du Temple (commanderie de La Rochelle).

### Le port après le siège

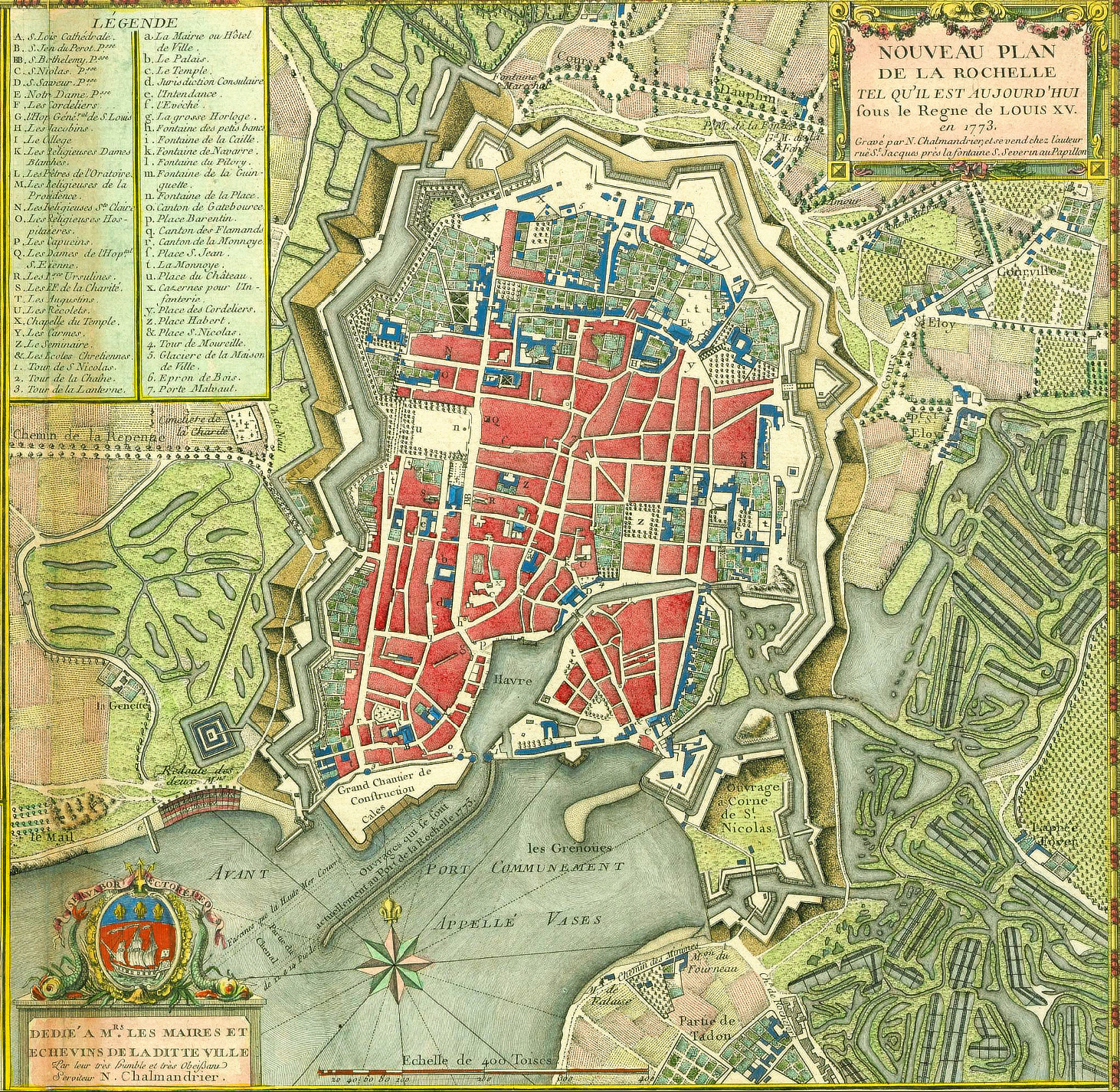
Fortifications de La Rochelle, douves, et Vieux-Port, en 1773 (sous Louis XV).

Lors de la reddition de la ville, à la suite de l'épisode du siège (1627-1628) du cardinal de Richelieu, le roi Louis XIII ordonne la démolition de l'ensemble des fortifications de la ville à l'exception du front de mer. En avril 1689, La Rochelle, dépouillée de ses fortifications côté terre, est vulnérable à une attaque venant des ennemis que le roi Louis XIV avait ligué contre lui. Pour parer au danger, le Conseil du roi, sous l'influence sans doute de Louvois, ne trouve pas de meilleur solution que de raser la ville et de combler son port. Heureusement pour les habitants, le maréchal de Lorges, à qui le roi avait confié le commandement des côtes entre la Loire et la Garonne, secondé par François Ferry, ingénieur général des provinces entre la Loire et les Pyrénées, protesta contre ce terrible projet, en s’engageant à mettre La Rochelle en état de défense dans un court délai et sans grandes dépenses.

### La traite négrière dans le Vieux-Port de La Rochelle.

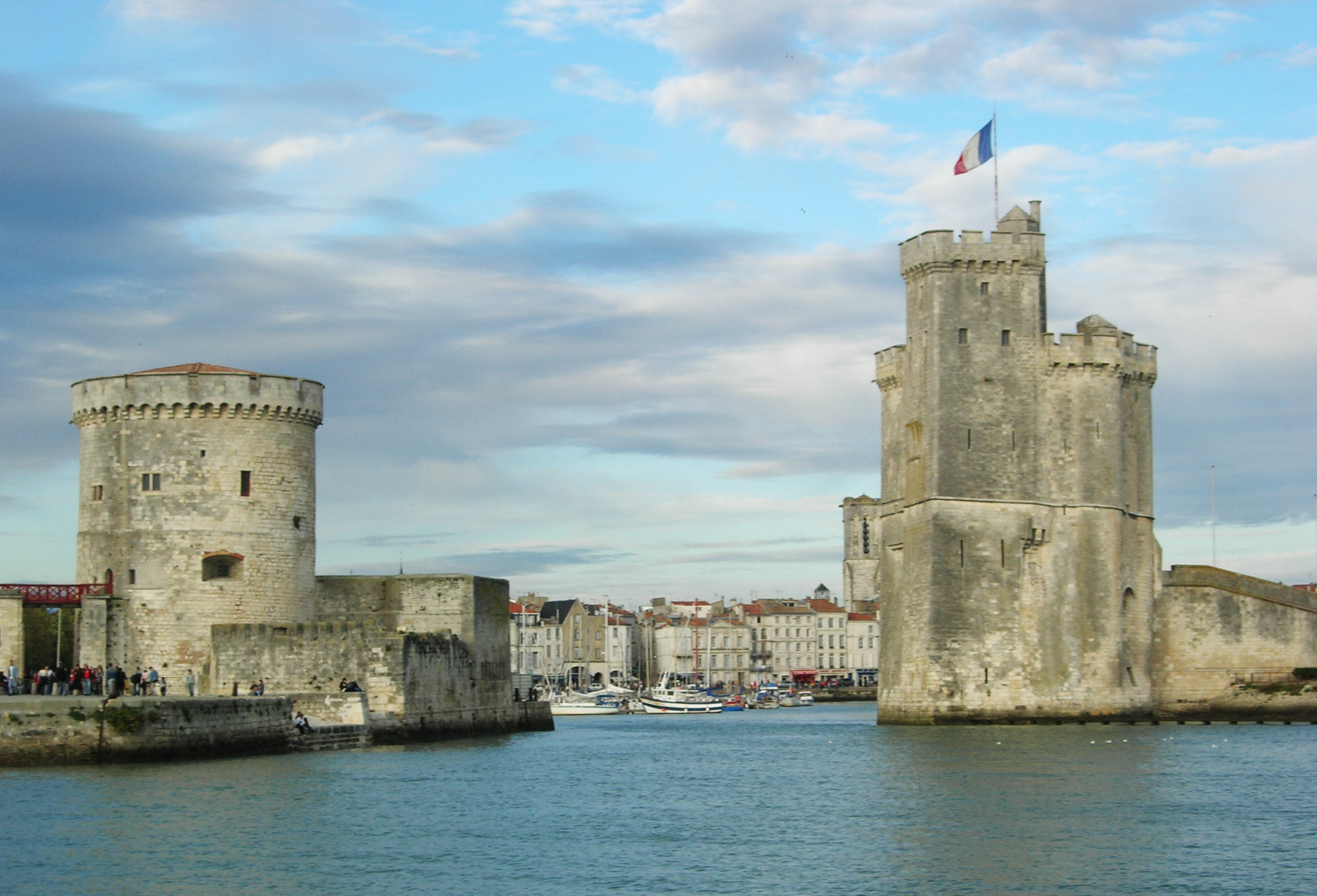
Les tour Saint-Nicolas et tour de la Chaîne du XIVe siècle, de l'entrée du Vieux-Port médiéval.

Le Vieux-Port de La Rochelle a joué un rôle important dans la période de la traite négrière du commerce triangulaire. Dans la seconde moitié du XVIIIe siècle, l’activité économique de La Rochelle est en grande partie liée à l’activité du port de commerce. Tout le tissu professionnel de la ville participe à l'économie du port. Les notaires, les greffiers, les commissaires du roi, ou bien encore, les employés de la chambre de commerce, participent activement à l’administration de la négoce. La traite négrière donne du travail aux chantiers navals avec des besoins de plusieurs centaines de matelots sur le navire, mais aussi des crocheteurs, des voituriers ou des portefaix sur le port. Ce trafic a probablement bénéficié à chaque rue du port de La Rochelle au XVIIIe siècle.

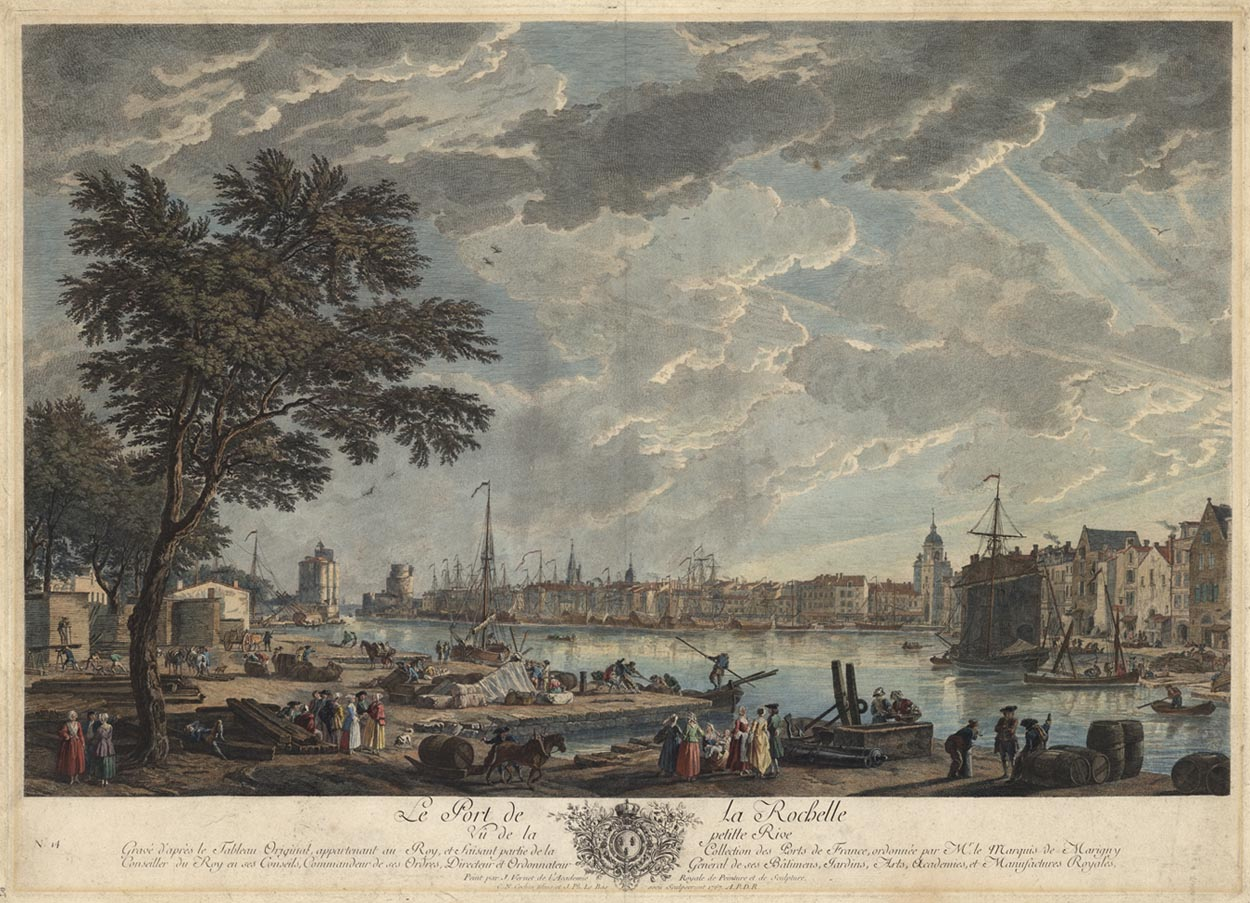
Vue du Port de La Rochelle, par Claude Joseph Vernet, musée national de la Marine de Paris (1762).

Les tableaux de la chambre du commerce récapitulant la situation du commerce de la traite des noirs entre 1783-1785, dans plusieurs ports principaux du royaume de France démontrent l’intensité du commerce mené à La Rochelle. En 1784, sur 52 expéditions 13 navires sont partis de La Rochelle, situant le port derrière le port de Nantes, avec 20 expéditions, et celui du Havre avec 16 expéditions, mais sur les 13 expéditions menées depuis La Rochelle, la totalité des navires ont contribué à l’importation d’esclaves aux colonies. Les expéditions négrières du commerce triangulaire partant du Vieux-Port de La Rochelle duraient généralement entre huit mois et deux ans. La majeure partie de la durée de l’expédition se consacrait uniquement à l’achat des esclaves (musée du Nouveau Monde de La Rochelle).

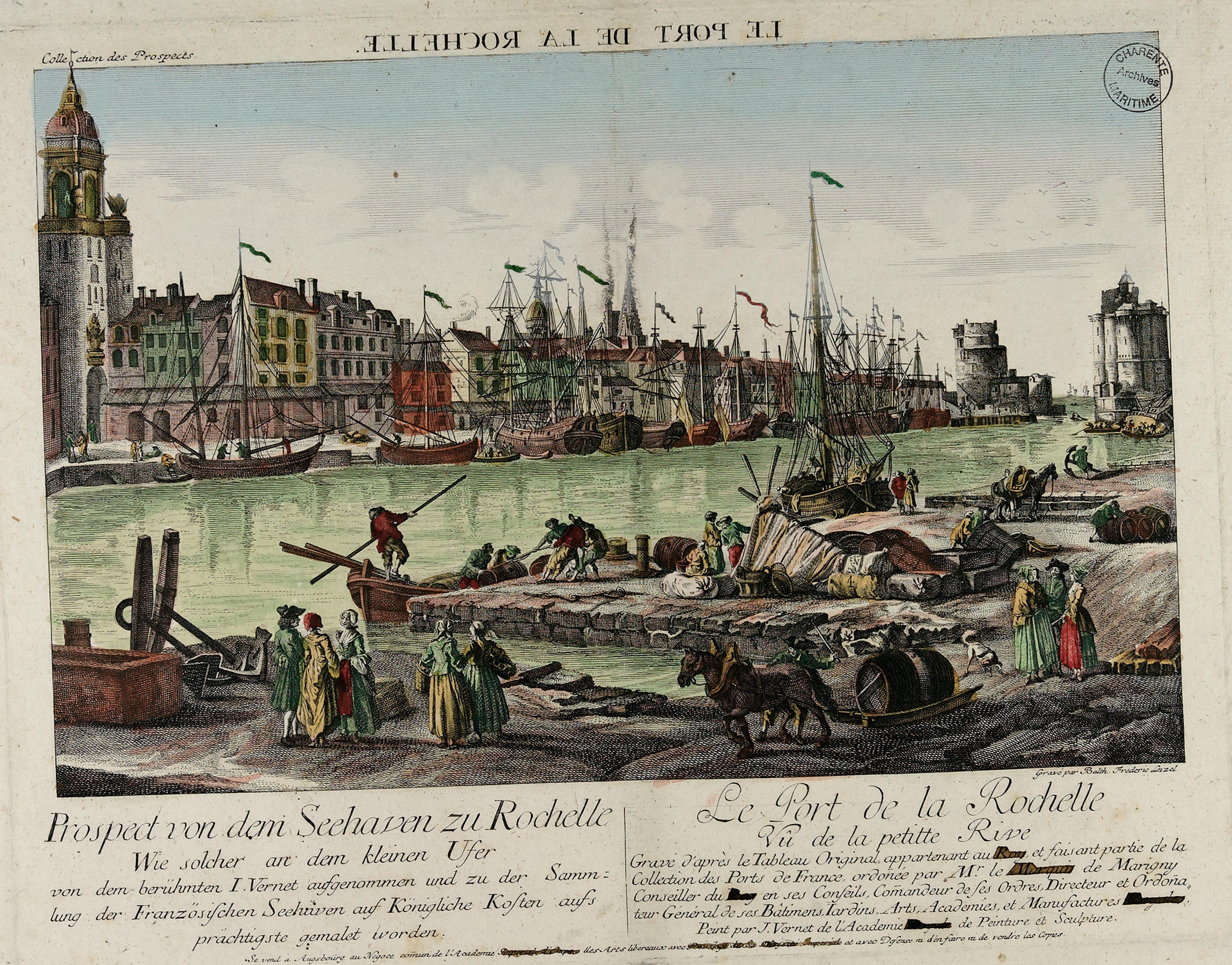
Par Claude Joseph Vernet.

Le réseau financier de ce commerce au XVIIIe siècle liait les Rochelais à Paris, Bordeaux, Nantes, Bayonne, Rouen, l’Angleterre, les Provinces-Unies et l’Espagne. Ce commerce prospère est interrompu par Louis XIII qui retire au port ses privilèges fiscaux après le siège de 1628. Pendant une quarantaine d’années, on ne vit plus l’intérêt d’utiliser un port mal relié avec l’intérieur du pays. Les Rochelais rétablirent cependant la situation en 1664, en acceptant la proposition des cinq grosses fermes de Colbert. Grâce à cet accord, tous les droits de douane disparaissaient entre Anjou, Touraine, Berry, l’Île-de-France, Poitou et Aunis. Ce régime unique de monopole en temps de guerre pour un port de la côte atlantique suscita des jalousies voisines. Cependant, les Anglais ne se souciaient pas des régimes fiscaux, à l’époque, pour bloquer les ports. Mais, lorsqu’il fut question de transformer Saint-Malo en Bretagne en port franc en 1758, la chambre de commerce retourna l’argument contre son concurrent en prétendant que la “seule exemption du droit de fret écarterait pour jamais de nos ports tous les vaisseaux étrangers (...). Le port franc est de tous les privilèges le plus destructif, il ruine tout ce qui l’environne...”

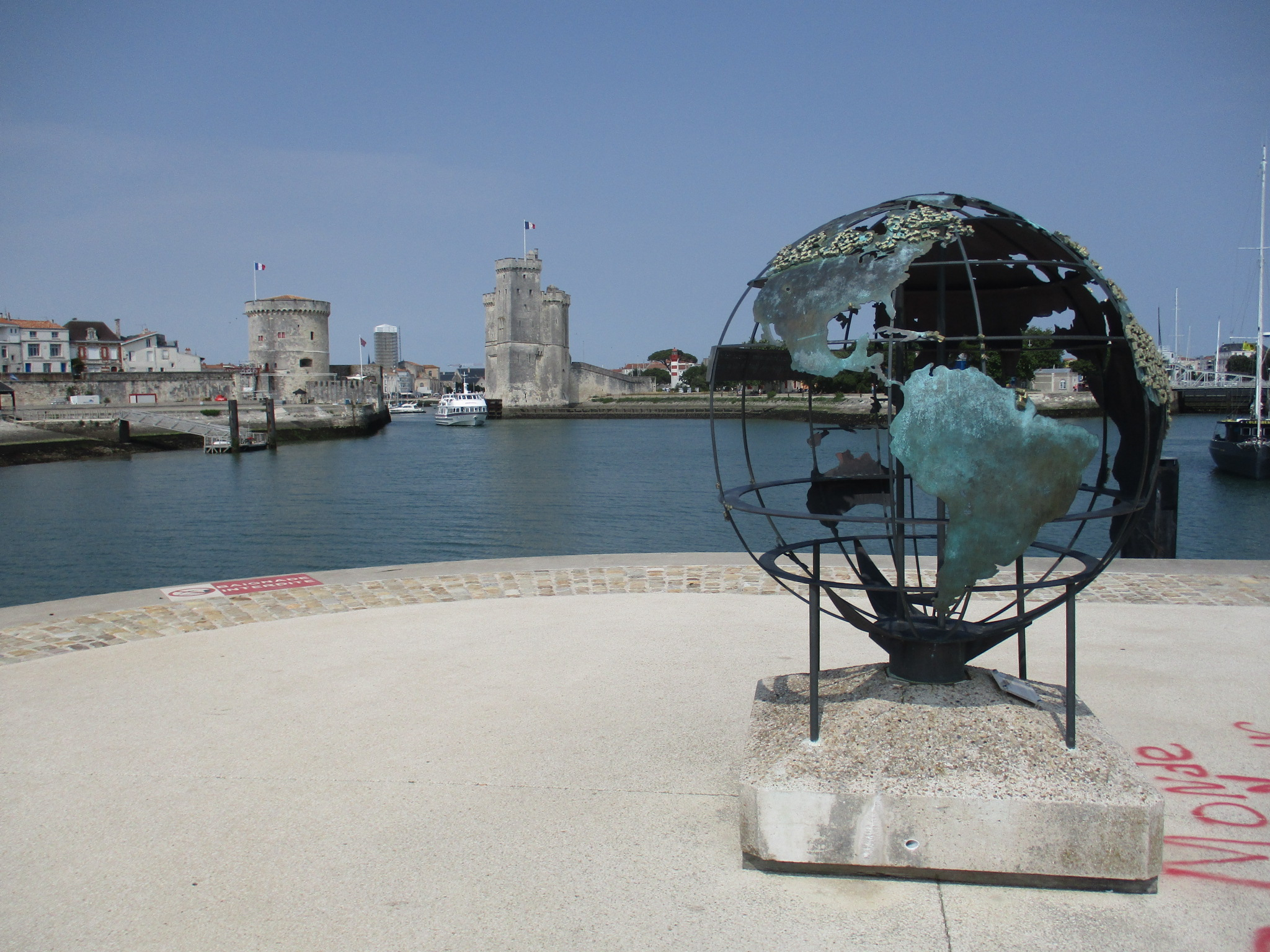

Malgré tout, on ne peut réduire la prospérité rochelaise à un artifice fiscal. Le Vieux-Port de La Rochelle, un des plus importants ports de commerce international de France d'alors, bénéficiait en particulier entre autres de la prospérité de son port de pêche, du commerce maritime des céréales et du vins du vignoble charentais, du commerce du sel des marais salants de sa côte, ainsi que de la découverte et exploration de l'Amérique à partir du XVe siècle…

### Évolution du port à partir de la fin duXVIIIesiècle.

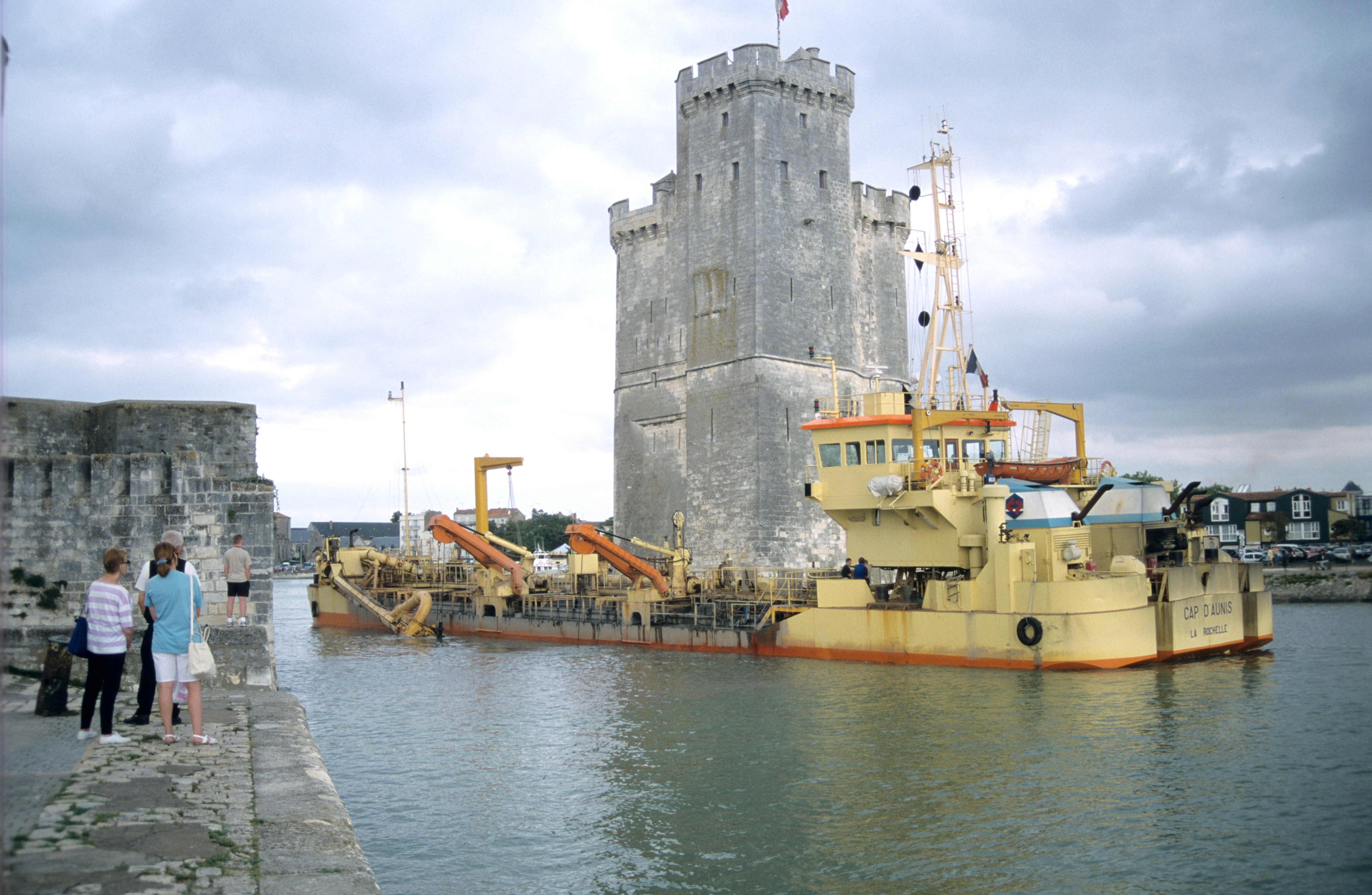
Opération de dragage en 2000.

Le 22 octobre 1764, une assemblée générale de commerce décide d'importants travaux de dragage de désenvasement du vieux port. Le mal était tel, vers 1730, que M. de Tigné, directeur du génie, site dans un mémoire qu'à peine pouvait-il y entrer des navires de 50 à 60 tonneaux. Le cardinal de Fleury envoie alors près de 1 500 soldats pour le curer. De grands travaux sont alors réalisés pour limiter l'envasement. On avait perfectionné l'écluse de chasse du canal de Maubec, resserrés et revêtus de pierre les côtés de ce canal, abattu le vieux pont de Saint-Sauveur, qui brisait la force du courant, et établi dans l'avant-port un système de fascinage, qui s'étendait jusqu'à une assez grande distance en mer. Mais tous ces travaux ne purent vaincre le fléau de l'envasement naturel régulier, et des opérations de cures régulières durent être entreprises.

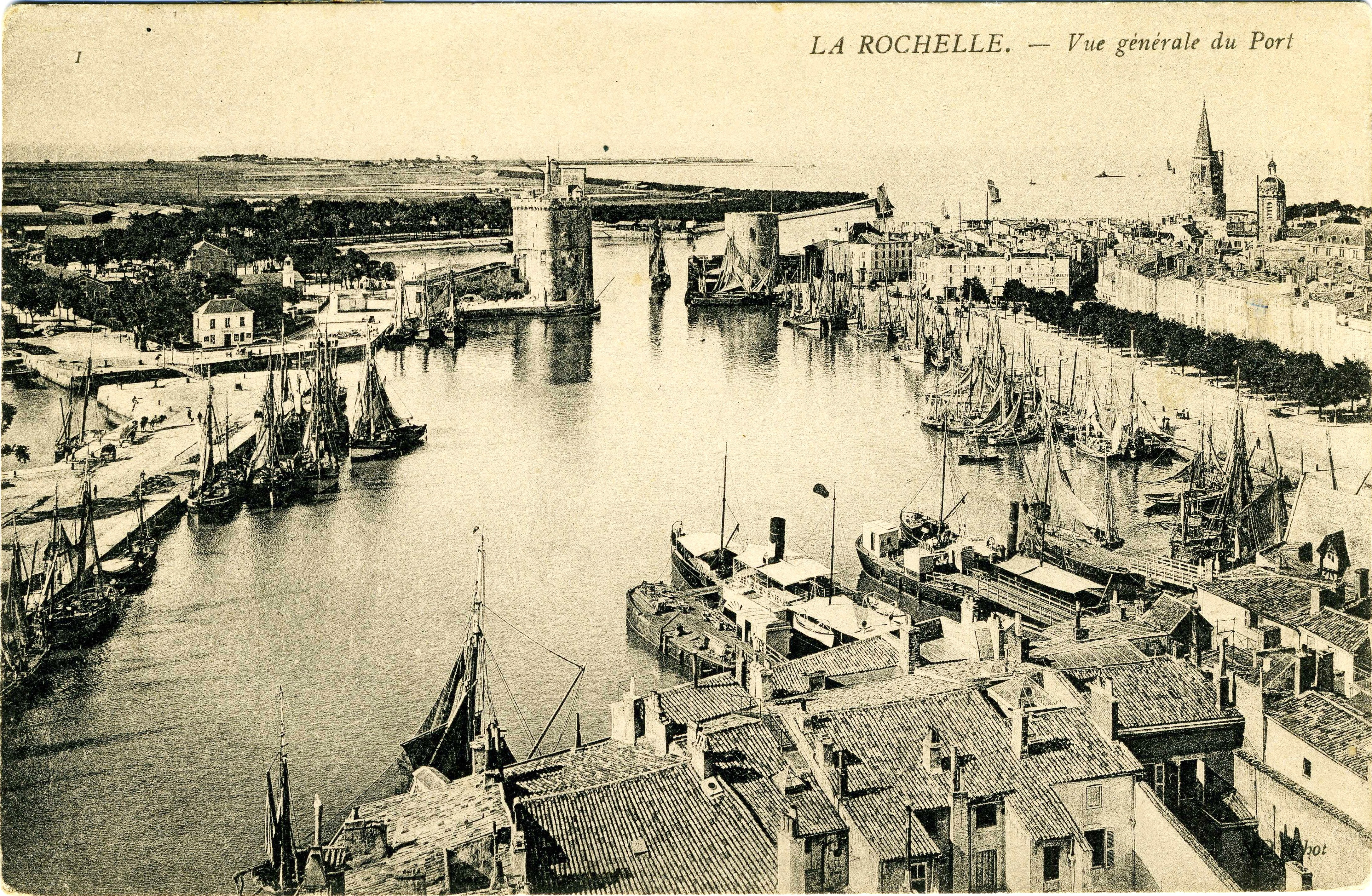
Vue du vieux port en 1906, depuis l'église Saint-Sauveur de La Rochelle.

Le 6 septembre 1785 « un raz-de-marée comme aucun marin ne se rappelle en avoir vu. Tout à coup la mer monta dans le port de dix-huit pouces (45 cm) et refluoit avec tant de violence qu'elle a couvert les jetées de l'avant port, qui étoient à plus de huit pieds (2,4 m) au-dessus du niveau de la pleine mer. Ce n'étoit point des vagues, c'étoit vraiment un soulèvement de la mer ; car toute la surface paraissoit être à cette hauteur. Elle auroit passé par dessus les quais, si l'entrée rétrécie des deux tours ne s'y étoit opposée ; mais il y avoit entre les tours un courant égal à celui d'une écluse ouverte, ce qui a occasionné un ressac si considérable que tous les bâtiments, qui étoient dans le port, ont cassé leurs amarres. Cinq minutes après, la mer a baissé avec autant de rapidité qu'elle avoit monté. Elle grondaoit dehors avec un bruit considérable. Les vents est-sud-ouest souffloient avec assez de force mais sans être trop violents ».
- 29 avril 1770, démarrage des travaux de désenvasement. On enleva la vase et les pierres qui menaçaient de combler le port. On ôta environ cinq pieds de hauteur. Les travaux durèrent jusqu'en janvier 1772[9].
- Construction des quais du bassin d'échouage de 1786 à 1856[10].
- 6 août 1808, l'empereur Napoléon Ier et l'impératrice Joséphine visitèrent notamment le port, le chantier de construction, le bassin à flot, et la jetée.

Au cours du XIXe et du XXe siècle, le havre du Vieux-Port est occupé par la flottille des bateaux de pêche, avant leur déménagement en 1994 au nouveau Port de pêche de Chef de Baie, voisin du grand port maritime de La Rochelle.

### À ce jour
Le Vieux-Port de La Rochelle est devenu à ce jour un port de plaisance d'environ 320 places d'amarrage. Il est intégré, avec le port des Minimes à l'entrée du chenal maritime du Vieux-Port, au port de plaisance La Rochelle de 1972, avec 70 hectares pour plus de 5 000 places d'amarrage,,.

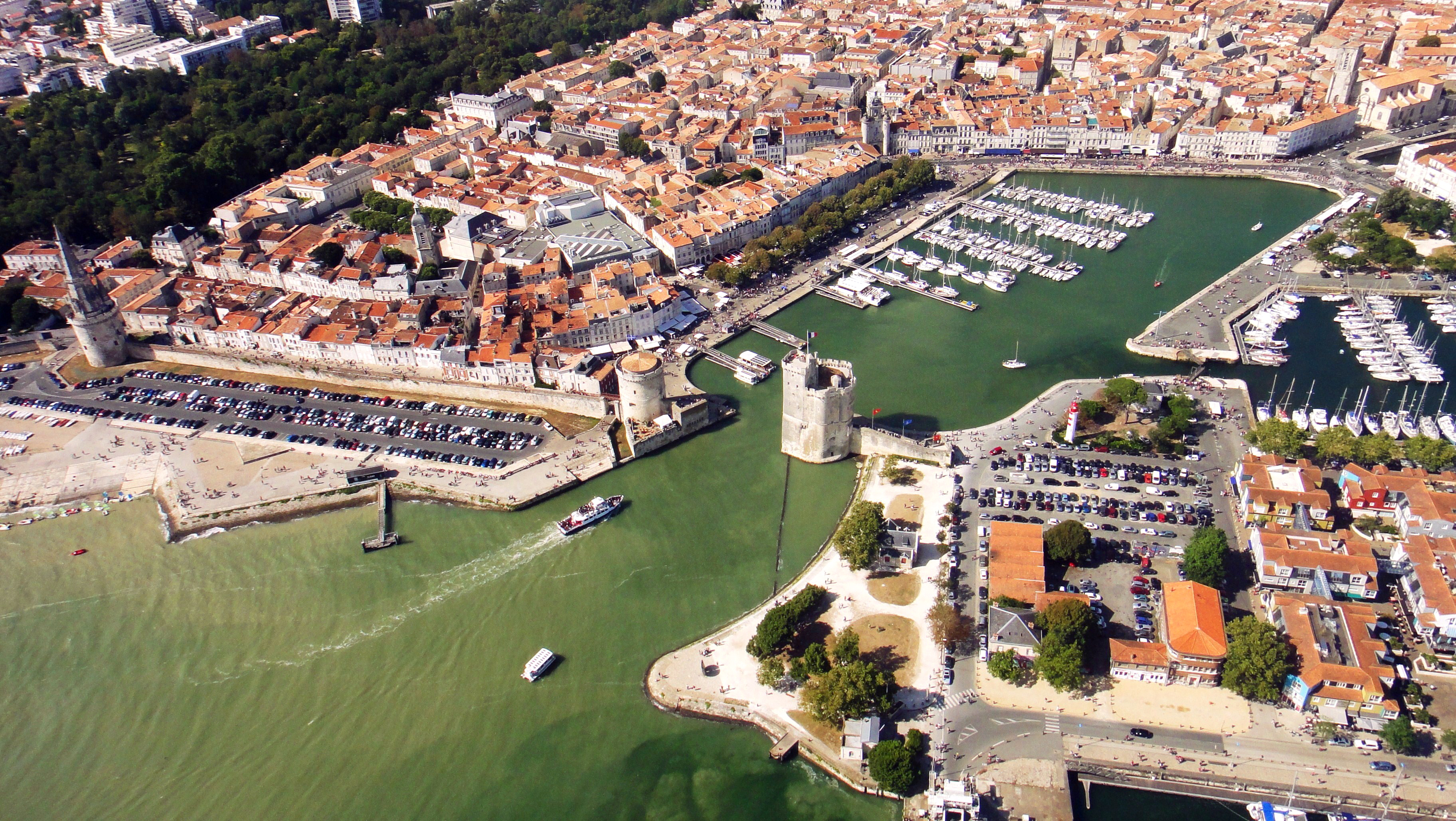
Vieux-Port
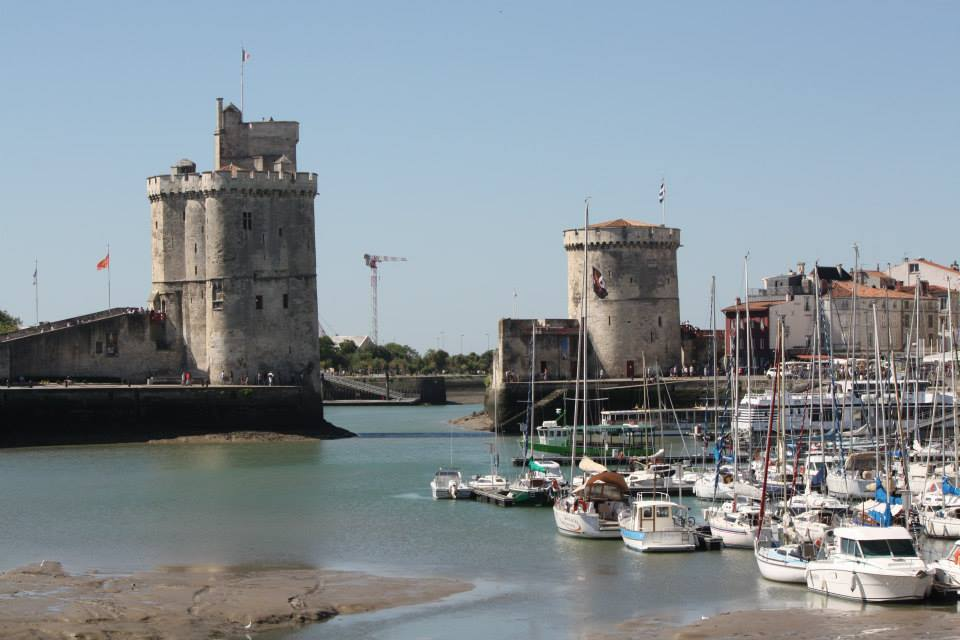
Bassin d'échouage, à marée basse
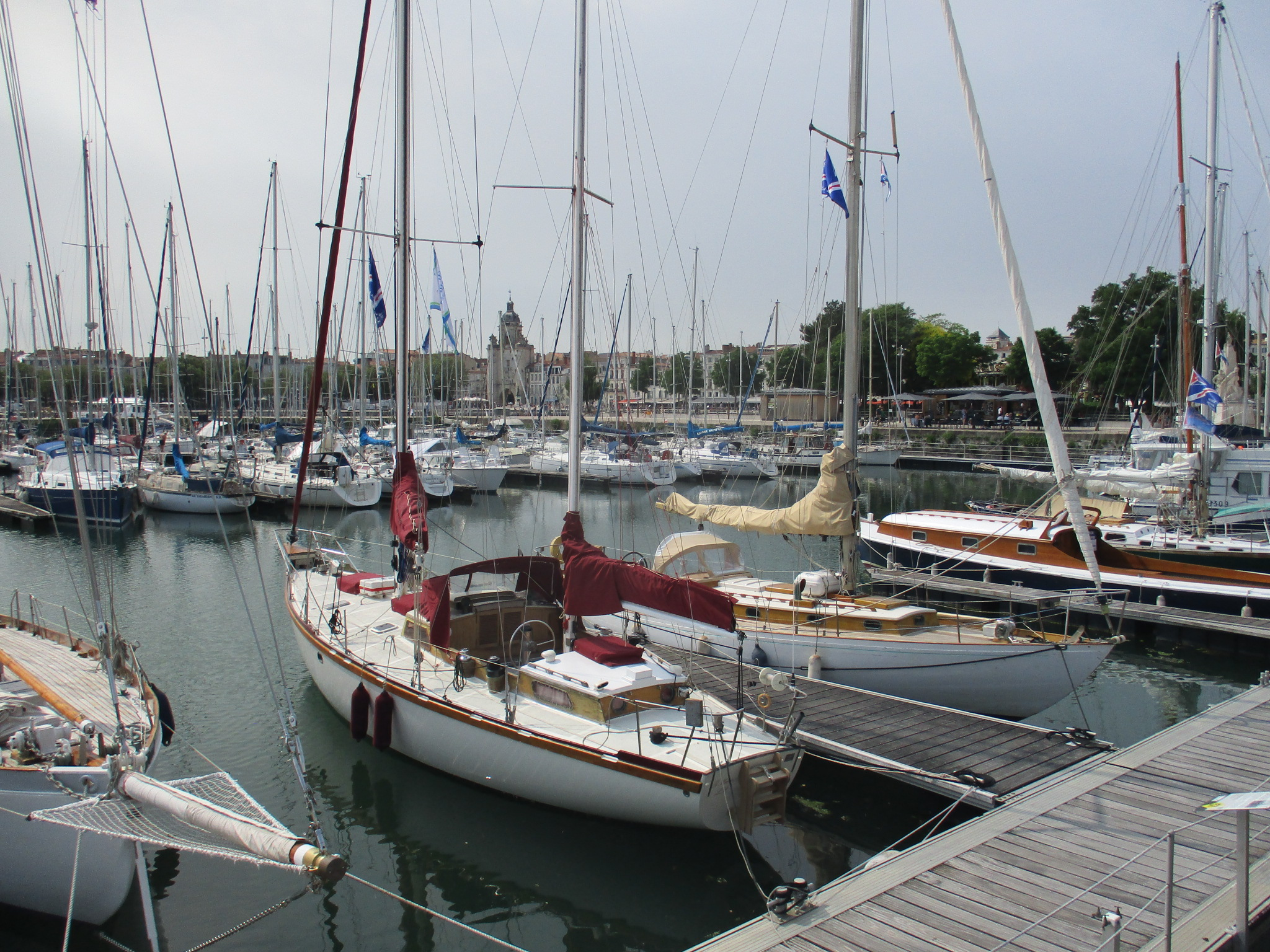
Actuel port de plaisance
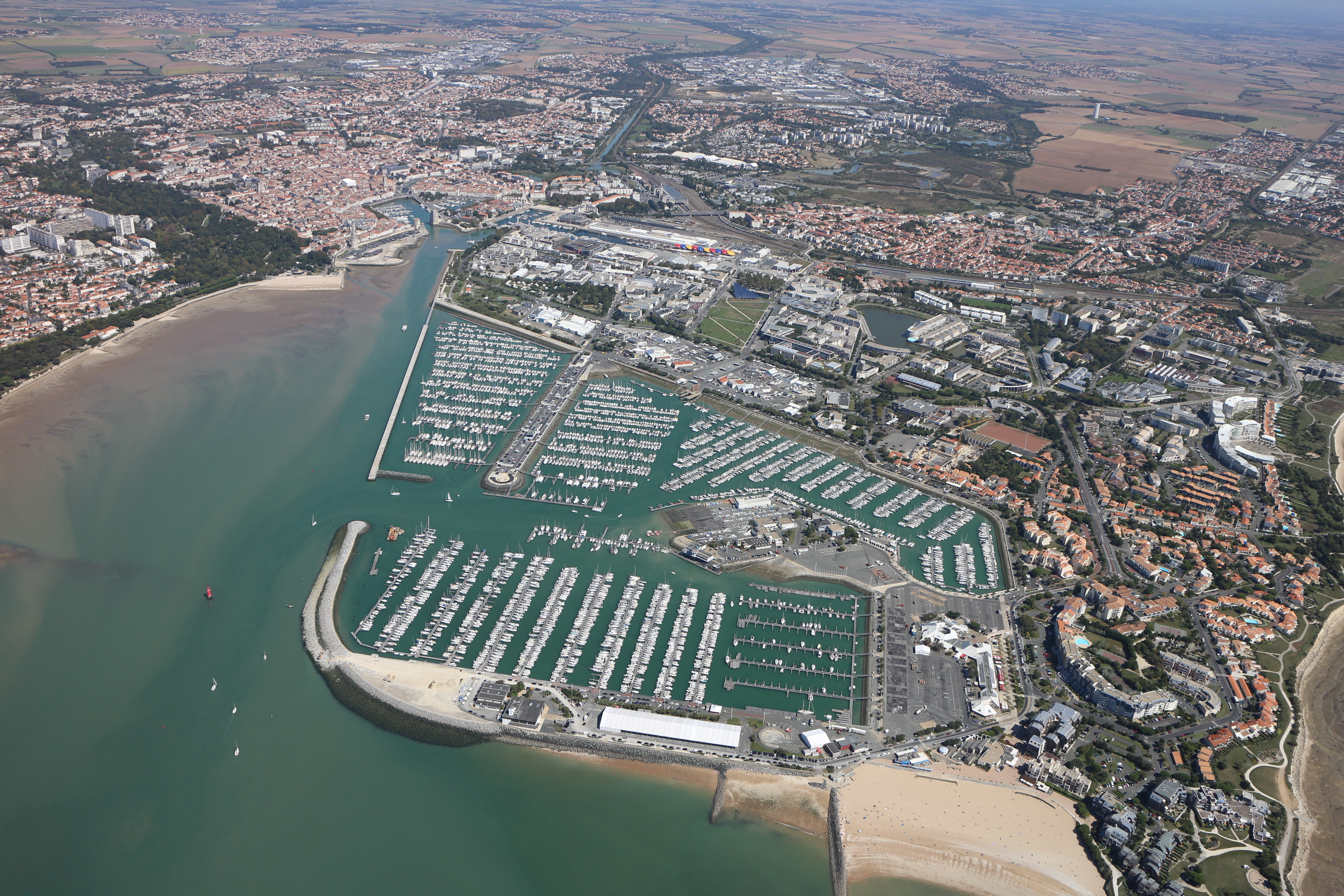
Port des Minimes, à l'entrée du Vieux-Port (port de plaisance La Rochelle)

Il est également un des hauts lieux de tourisme maritime international, avec son cadre architectural historique pittoresque préservé, ses cafés, restaurants, boutiques, monuments, et musées...

### Le bassin à flot

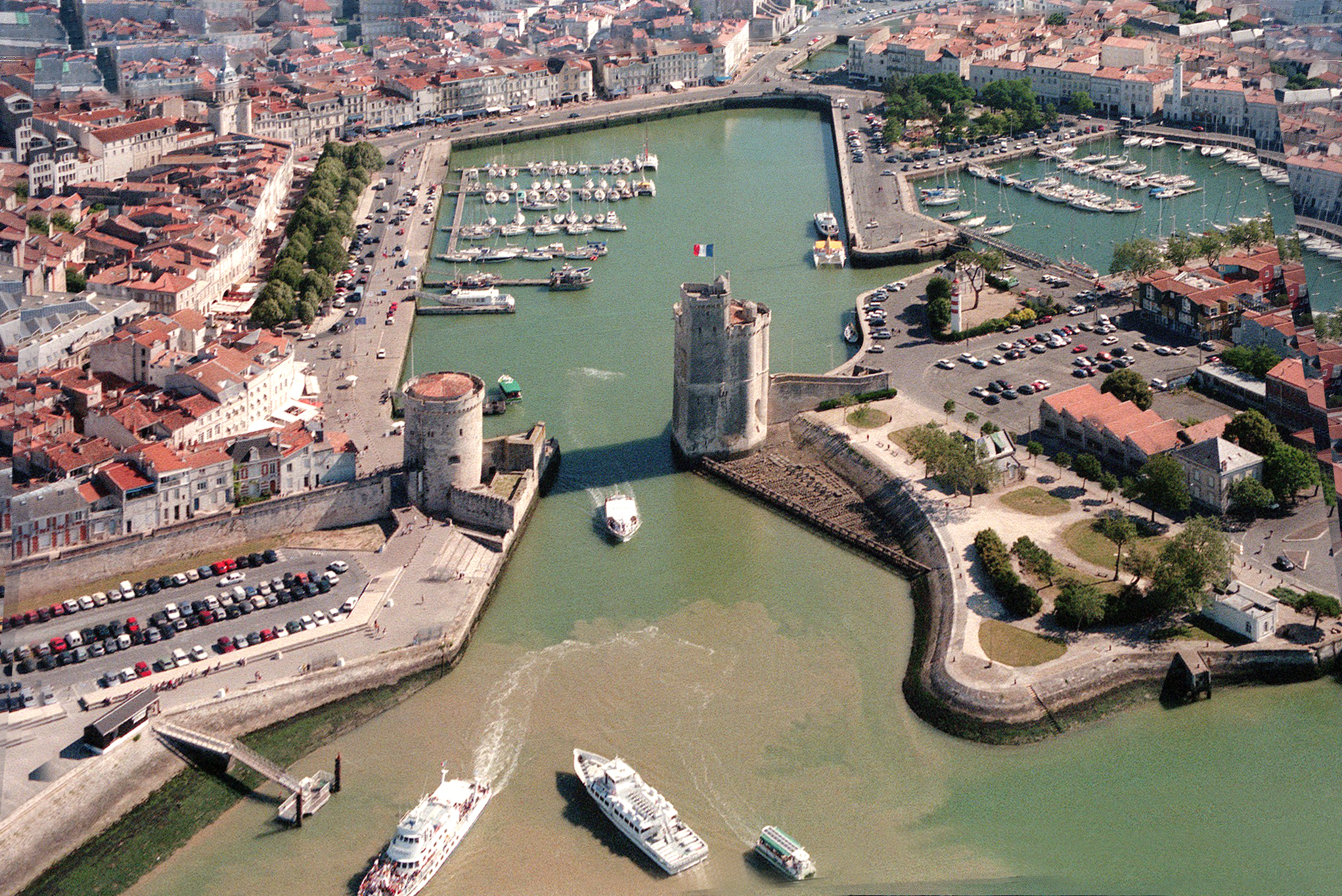
Le bassin à flot de 1808, en haut à droite du Vieux-Port historique.

L’ajout du bassin à flot du Vieux-Port est entrepris à partir de 1778, pour être mis en service en 1808, sous la direction des ingénieurs Leclerc et Lescure de Bellerive, dans l'étrier dit de la Petite-Rive.

### Le bassin des chalutiers

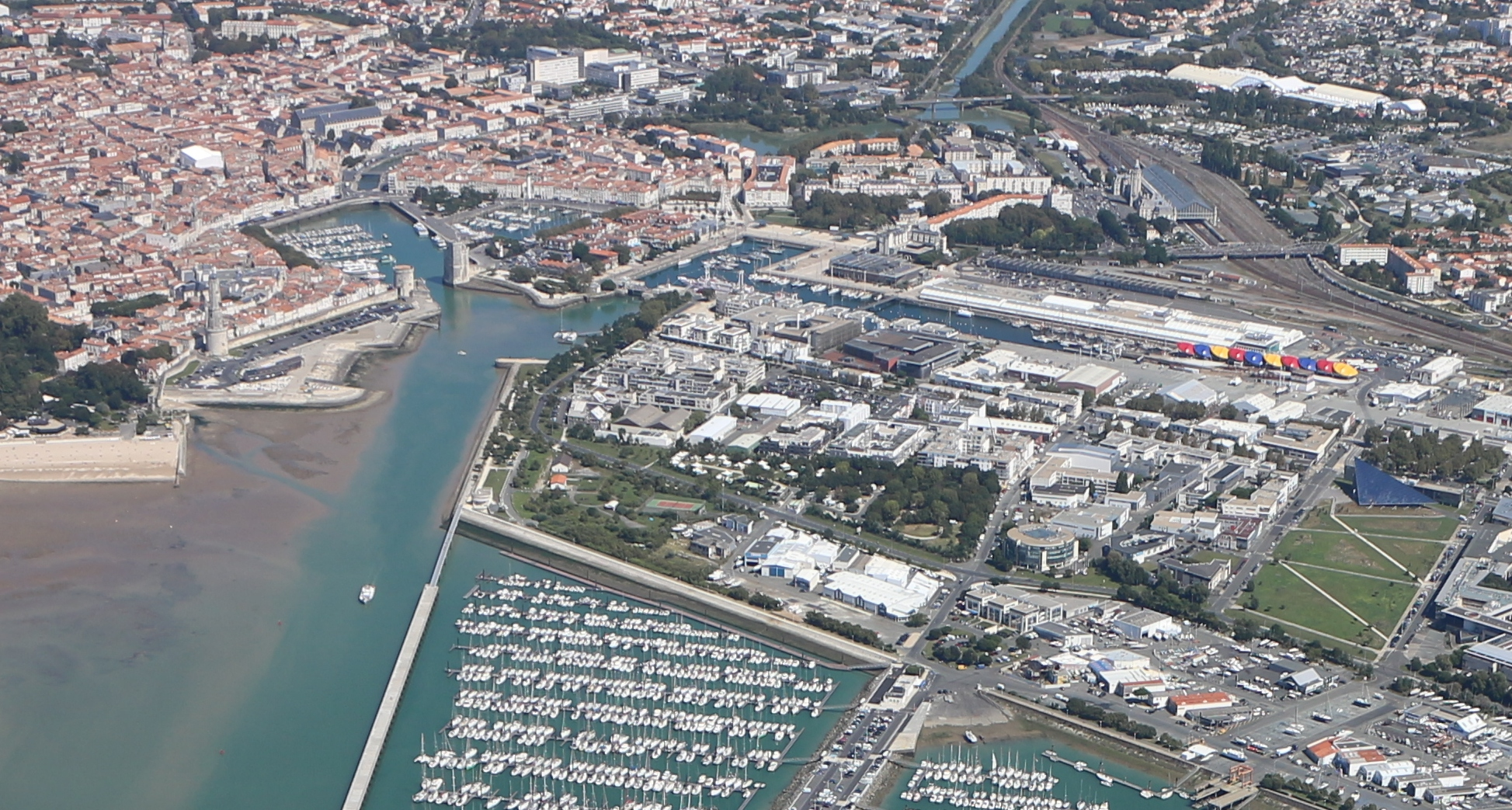
Le Bassin des Chalutiers du Vieux-Port, en « L », à droite du Vieux-Port.

Au cours du XIXe siècle, le havre du Vieux-Port est occupé par la flottille des voiliers de pêche et le bassin intérieur par des petits caboteurs. Le vieux port devenant trop étroit, le bassin extérieur (ou bassin des chalutiers, ou bassin des grands yachts) est creusé en 1862, pour accueillir les navires de commerce, avec un emplacement en forme de « L » inversé qui s'étend au-delà des fortifications. Ce port a un accès direct au canal de Rompsay et au réseau ferroviaire de La Rochelle. La double porte-écluse-pont tournant du bastion du Gabut permet d'accéder à marée haute au chenal.

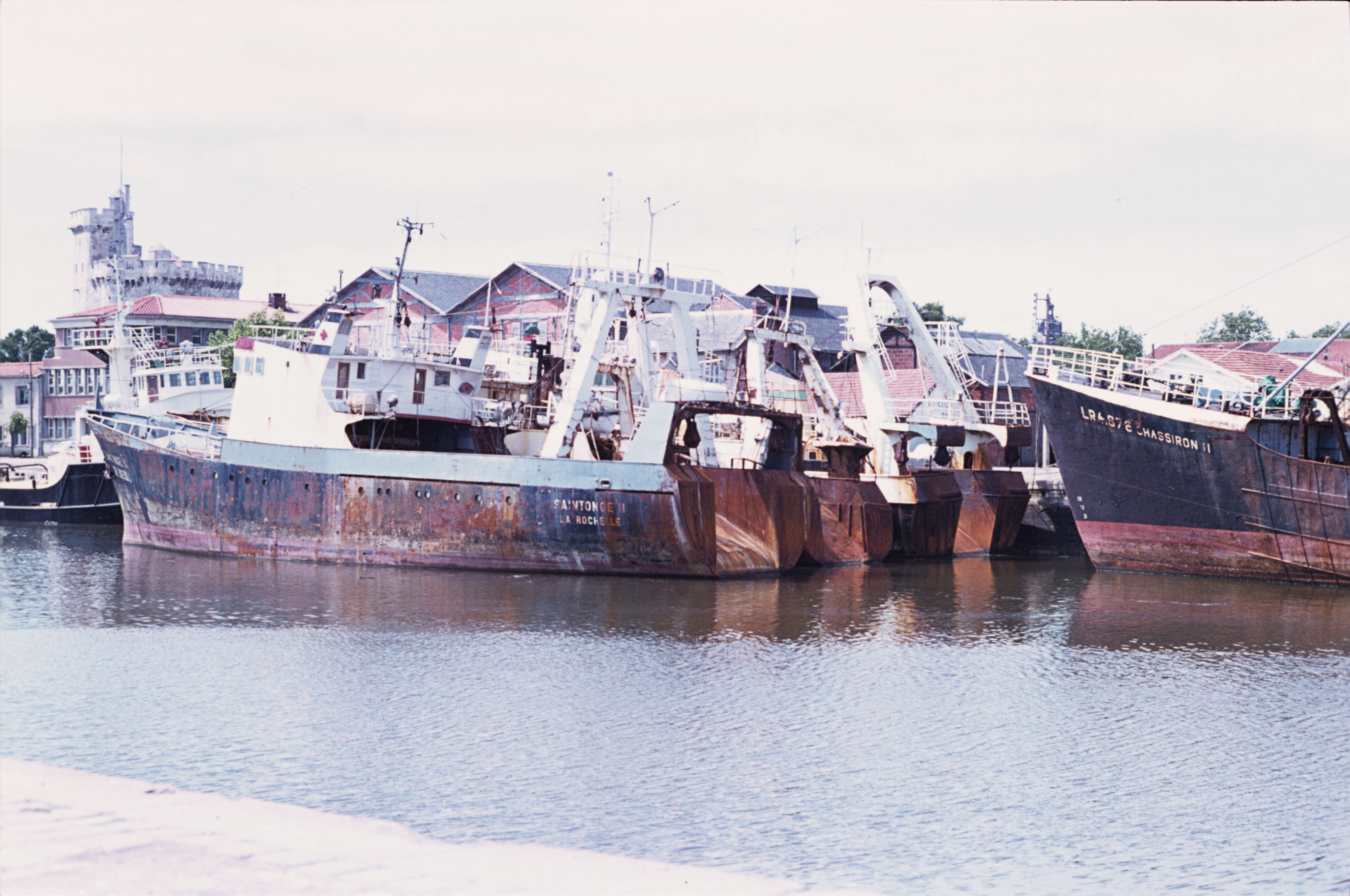
Une flotte de chalutiers de pêche industrielle en souffrance amarrés dans le bassin des chalutiers du port de La Rochelle (1977).

Avec l'inauguration en 1890 du grand port maritime de La Rochelle Pallice (sur le site de la base sous-marine de La Rochelle de 1941) les navires de commerce quittent le bassin. L'emplacement est rapidement occupé par une flotte de chalutiers grâce à la construction en 1923 de cinq pêcheries par la chambre de commerce de La Rochelle.

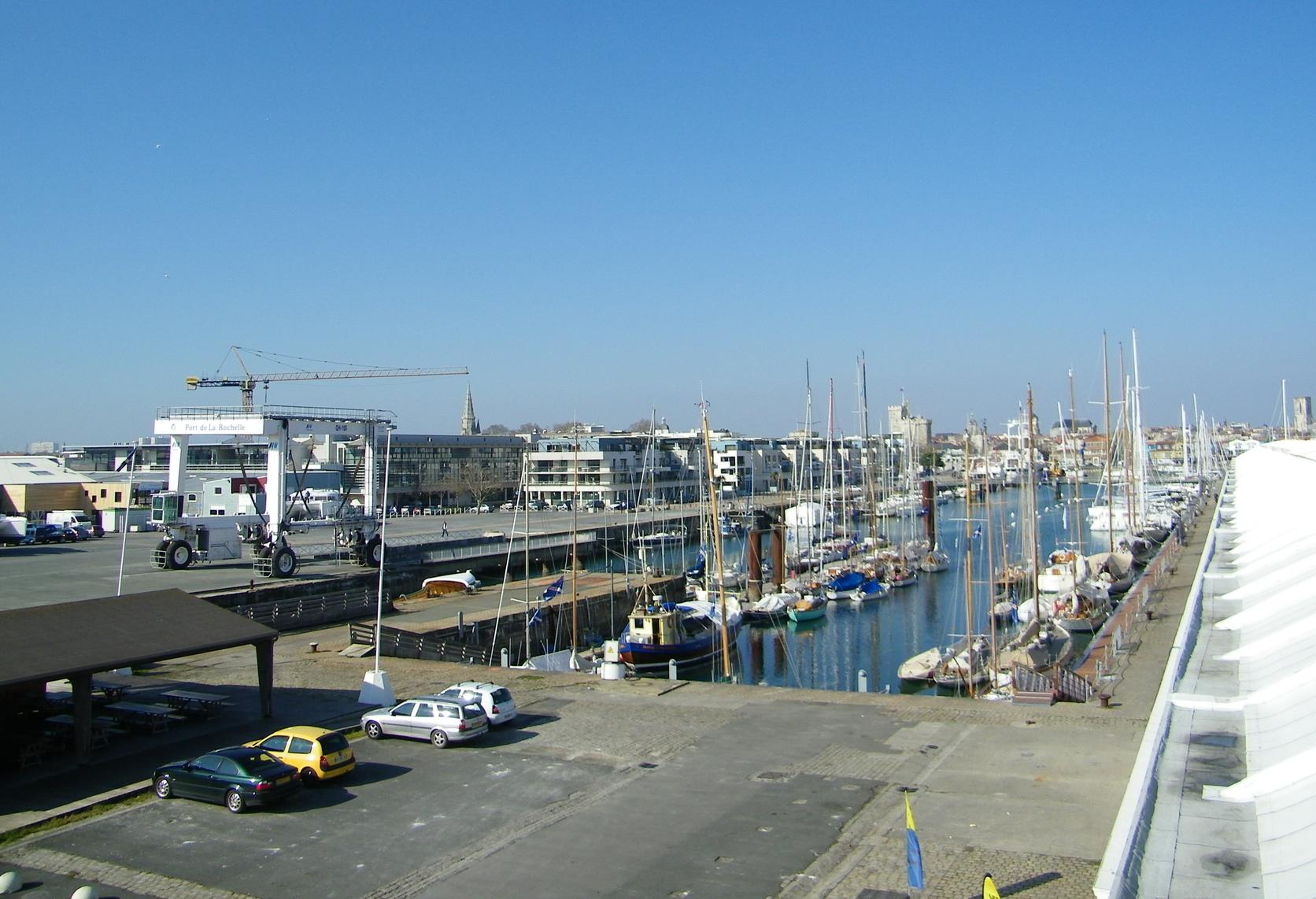
Le Bassin des Chalutiers du Vieux-Port de La Rochelle, vu depuis le musée maritime de La Rochelle.

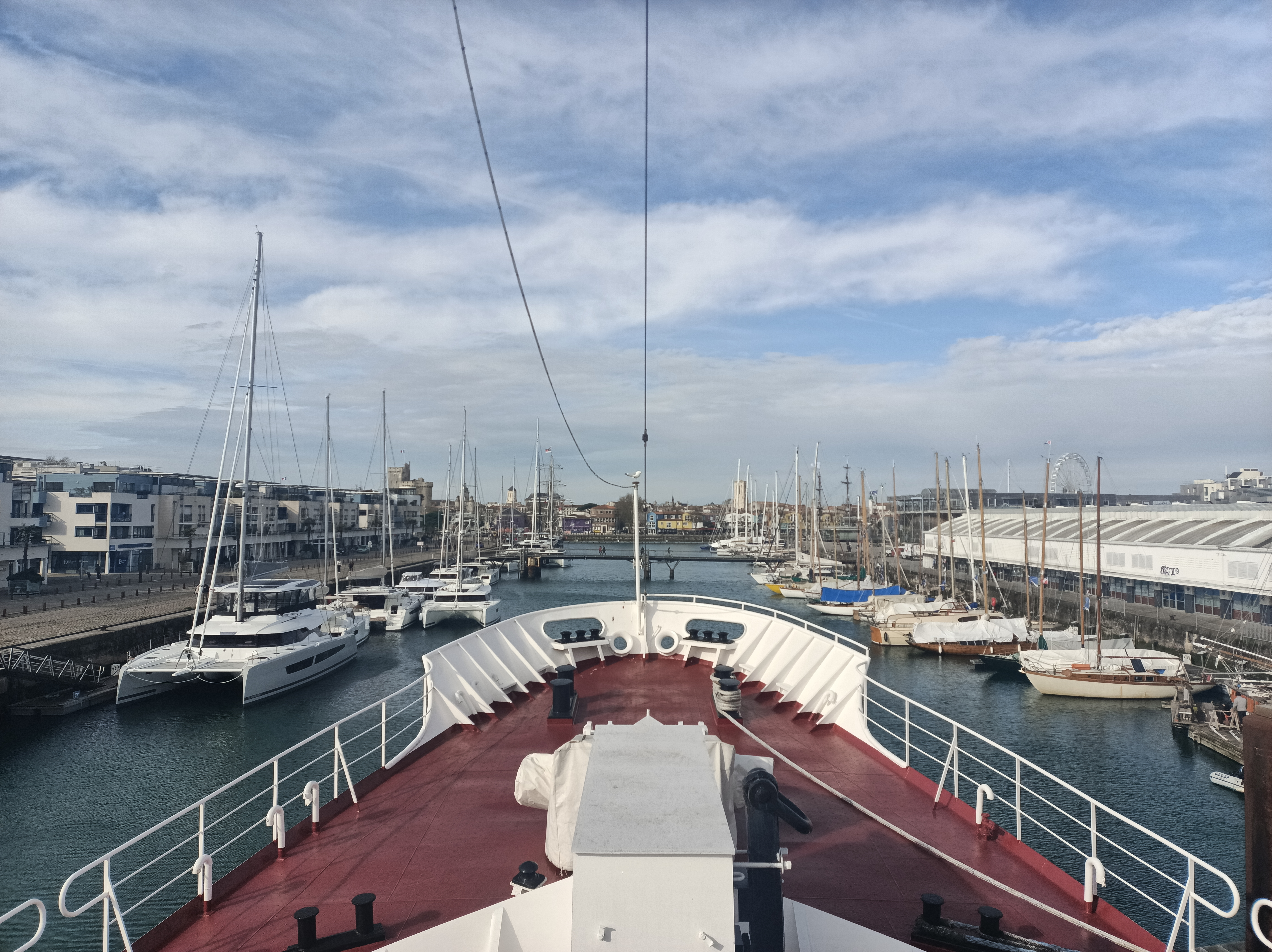
Vue du port depuis le pont d'une frégate du musée.

En 1935, le pont tournant est remplacé par un pont basculant, toujours en service à ce jour.
Dès la fin de la Seconde Guerre mondiale, la pêche industrielle reprend de plus belle, et, comme après celle de 14-18, les premières années sont fastes. Les fonds se sont reconstitués et le poisson est abondant. Les nouveaux chalutiers de 38 m à 45 m sont équipés de moteurs diesel, pour des tonnages de pèche croissants. La construction d'un nouveau vaste encan est mis en service en 1953, pour répondre à l'essor du secteur de la pêche.

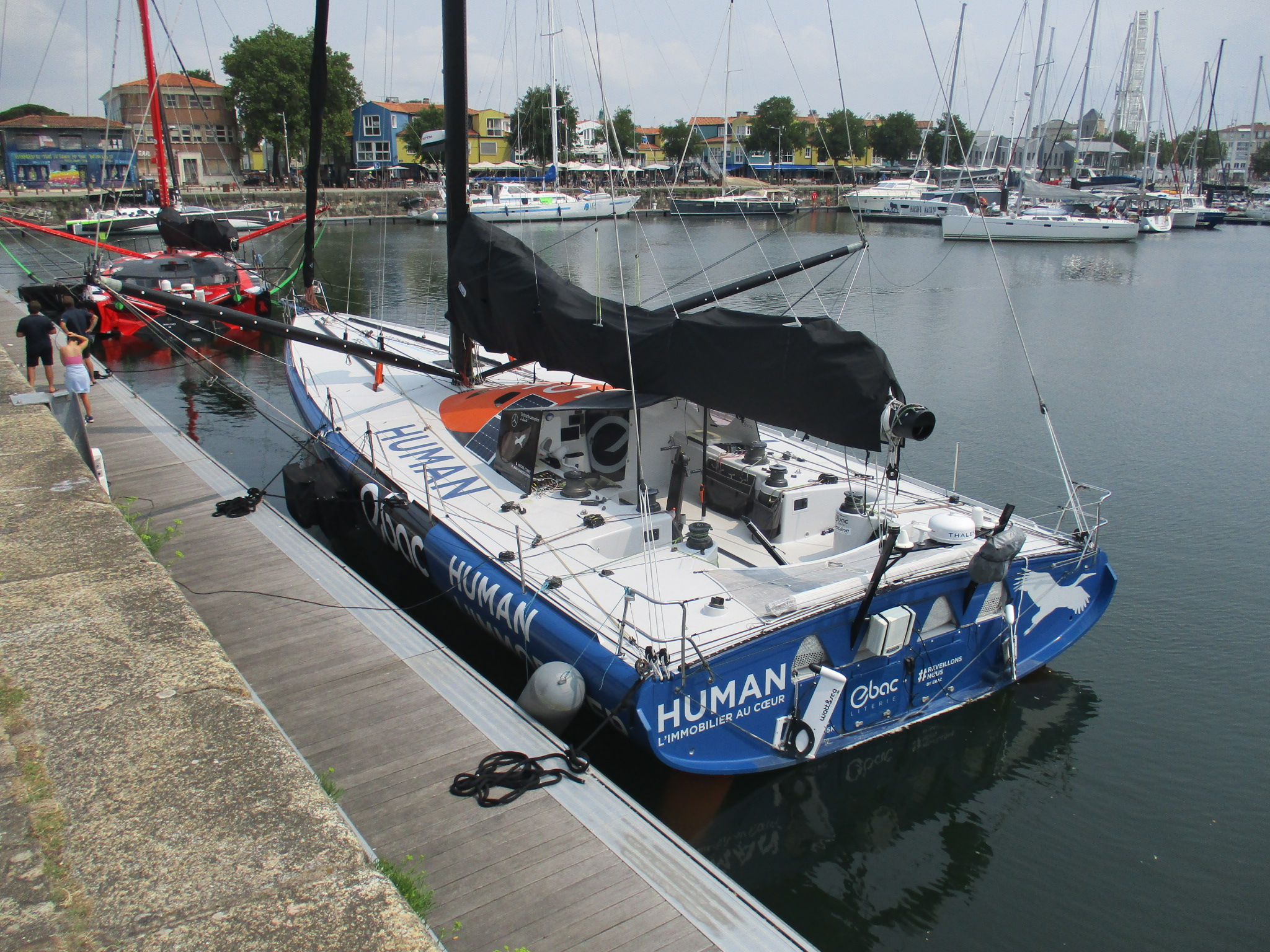
Ancien quartier de pêcheurs du village en bois, du quartier du bastion du Gabut, vu depuis le bassin des chalutiers.

L'ensemble de la filière pêche est transférée dans le nouveau port de pêche de Chef de Baie, inauguré en 1994, voisin du grand port maritime de La Rochelle.

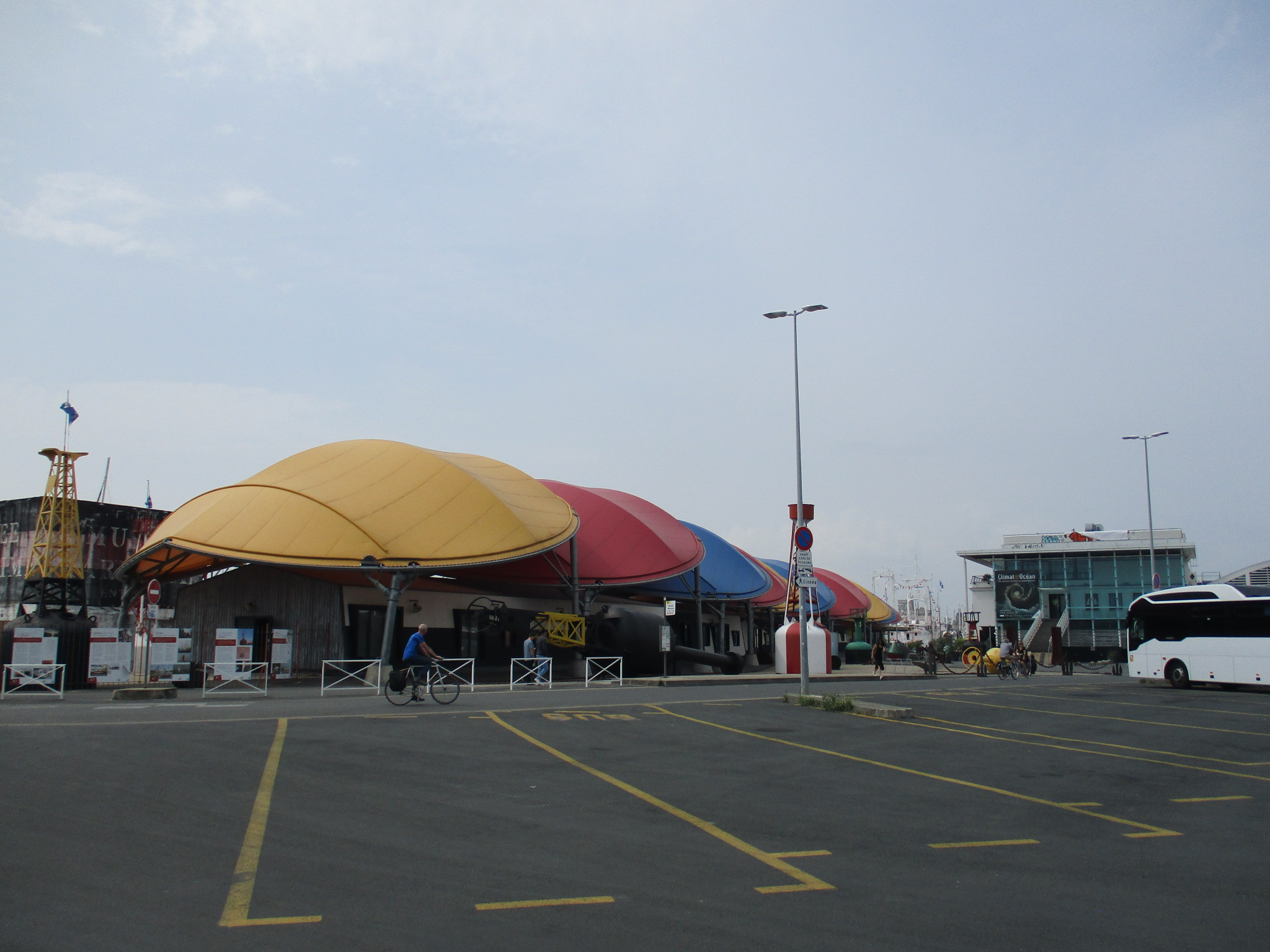
Musée maritime de La Rochelle, du bassin des chalutiers.

Ce transfert permet une reconversion du bassin des chalutiers en port de plaisance de grands navires. L'ancien encan est transformé en centre de conférences et accueille entre autres le musée maritime de La Rochelle, dont une partie des navires musée (dont le navire météorologique France 1) occupe déjà une place au fond du bassin.
Une importante activité industrielle nautique de bateau de plaisance se développe autour du bassin, avec la construction de navires tels que Alcyone (1985). À la suite de son naufrage et renflouage, le navire océanographique Calypso est amarré de 1998 à 2007 au musée maritime de La Rochelle, avant son long chantier de remise en état à Concarneau.
Le grand aquarium La Rochelle est inauguré en 1988, voisin du musée maritime de La Rochelle.
Ce bassin de grands yachts est un lieu privilégié pour accueillir des manifestations et courses nautiques, en tant que port d'attache de voiliers de courses au large, tels que La Sémillante, Kriter VIII, Macif (IMOCA), Rayon Vert, Maître Coq IV, ou Maître CoQ V…

#### Porte-écluse pont levant du Gabut

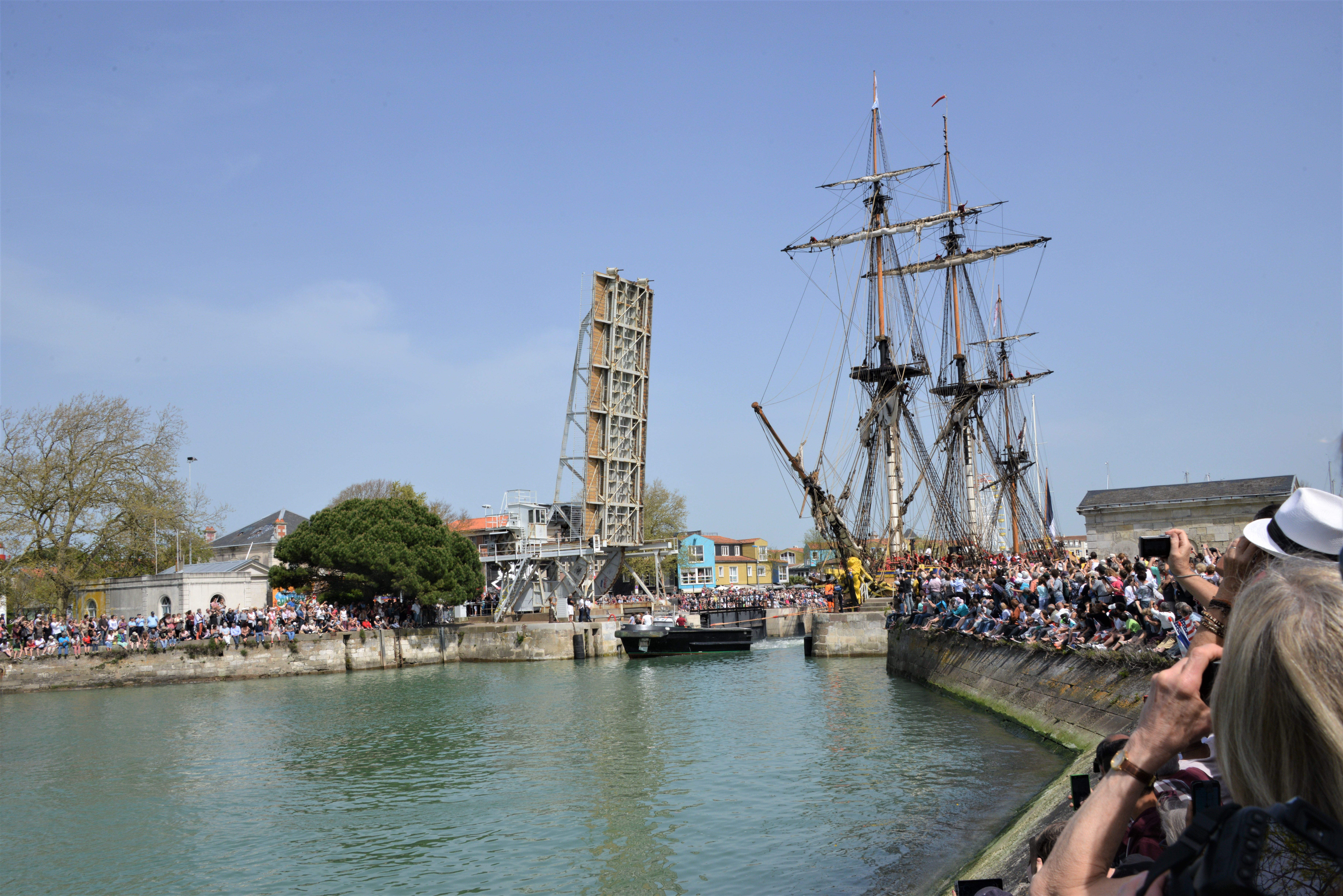
Passage du pont du Gabut par lHermione.

Le pont levant de la porte-écluse du bastion du Gabut (ou pont Sherzer, du nom de l'ingénieur qui l'a conçu) est un ouvrage de type « pont basculant-levant roulant ». Véritable attraction touristique historique du Vieux-Port, il remplace un précédent pont tournant en 1935.

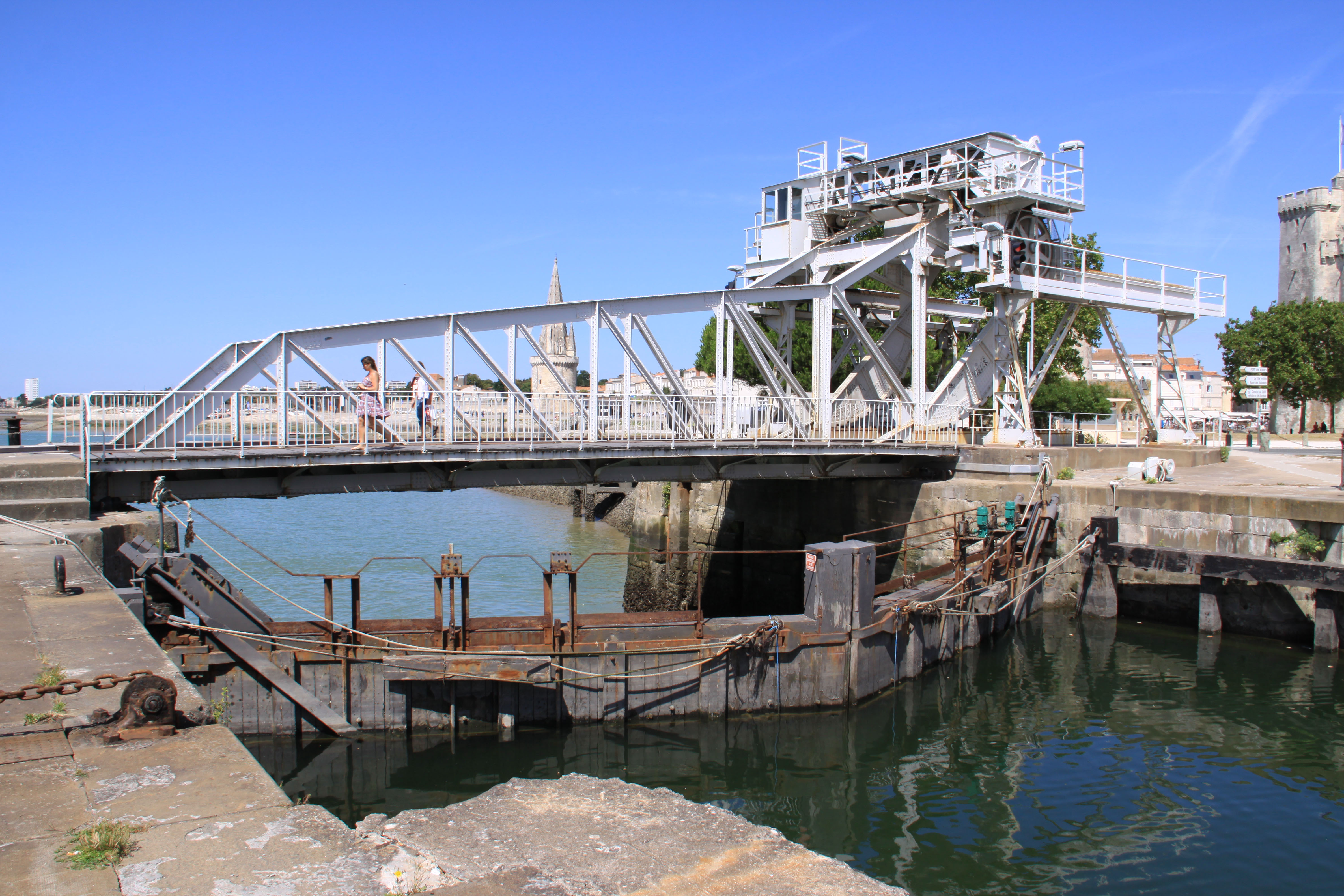
Entrée du bassin des chalutiers avec sa porte-écluse et son pont basculant.

Ce pont levant pivote comme un pont-levis, sur un axe transversal, pour libérer, une fois levé, un passage navigable de 16,50 m. À l'arrière de cet axe, deux arcs dentés sont reliés à d'énormes contrepoids et lèvent la volée en roulant sur leur crémaillère. Construit pour le port de Marseille en 1927 par l'industrie Fives-Lille, l'ouvrage est transporté à La Rochelle par la mer en 1936, avant d'être remonté. L'ouvrage est entièrement restauré en 2004 et officiellement inauguré le vendredi 24 juin 2005. Le temps faisant son œuvre, les pièces métalliques ont fini par se souder entre elles si bien que le temps de dépose a été plus long que prévu. La charpente de métal, les rivets frappés à chaud et le mécanisme sont rénovés. Un éclairage nocturne met le pont en valeur à la nuit tombée. Il fait à nouveau l'objet d'une restauration en profondeur en 2005, puis en 2020.

## Quelques lieux et monuments liés au Vieux-Port
- Grosse Horloge
- Tour Saint-Nicolas
- Tour de la Chaîne
- Tour de la Lanterne
- Bastion du Gabut
- Fortifications de La Rochelle
- Hôtel de ville de La Rochelle
- Église Saint-Sauveur de La Rochelle
- Phare du quai Valin
- Phare du Bout du Monde
- Phares de La Rochelle

- Aquarium La Rochelle
- Musée maritime de La Rochelle
- Musée des modèles réduits
- Musée du Nouveau Monde

- Port de plaisance La Rochelle
- Port de pêche de Chef de Baie
- Grand port maritime de La Rochelle
- Base sous-marine de La Rochelle

Vieux-Port et ses tour Saint-Nicolas, tour de la Chaîne, tour de la Lanterne, et grosse Horloge
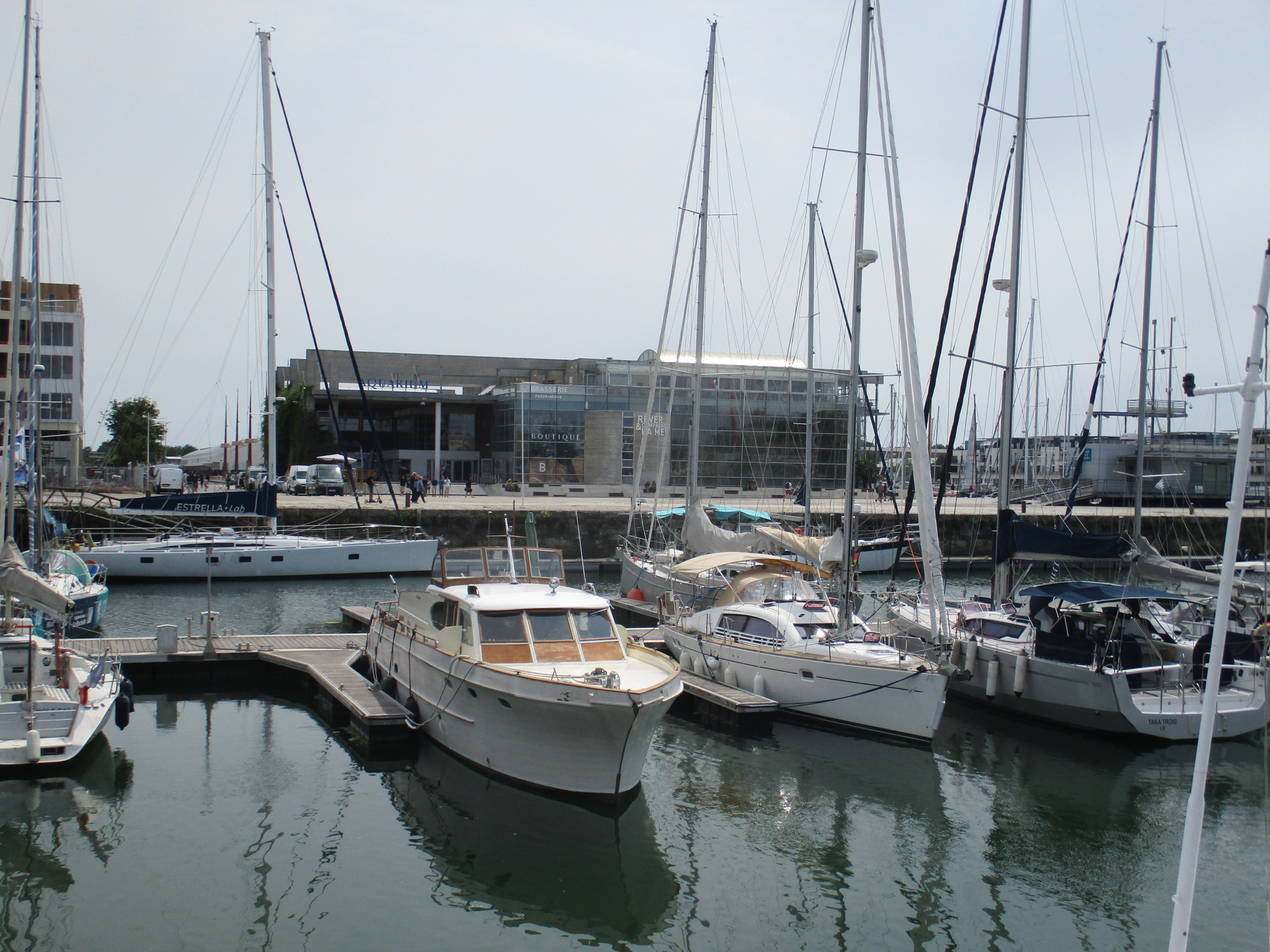
Aquarium La Rochelle, du bassin des chalutiers

## Quelques navires du Vieux-Port et du bassin des chalutiers

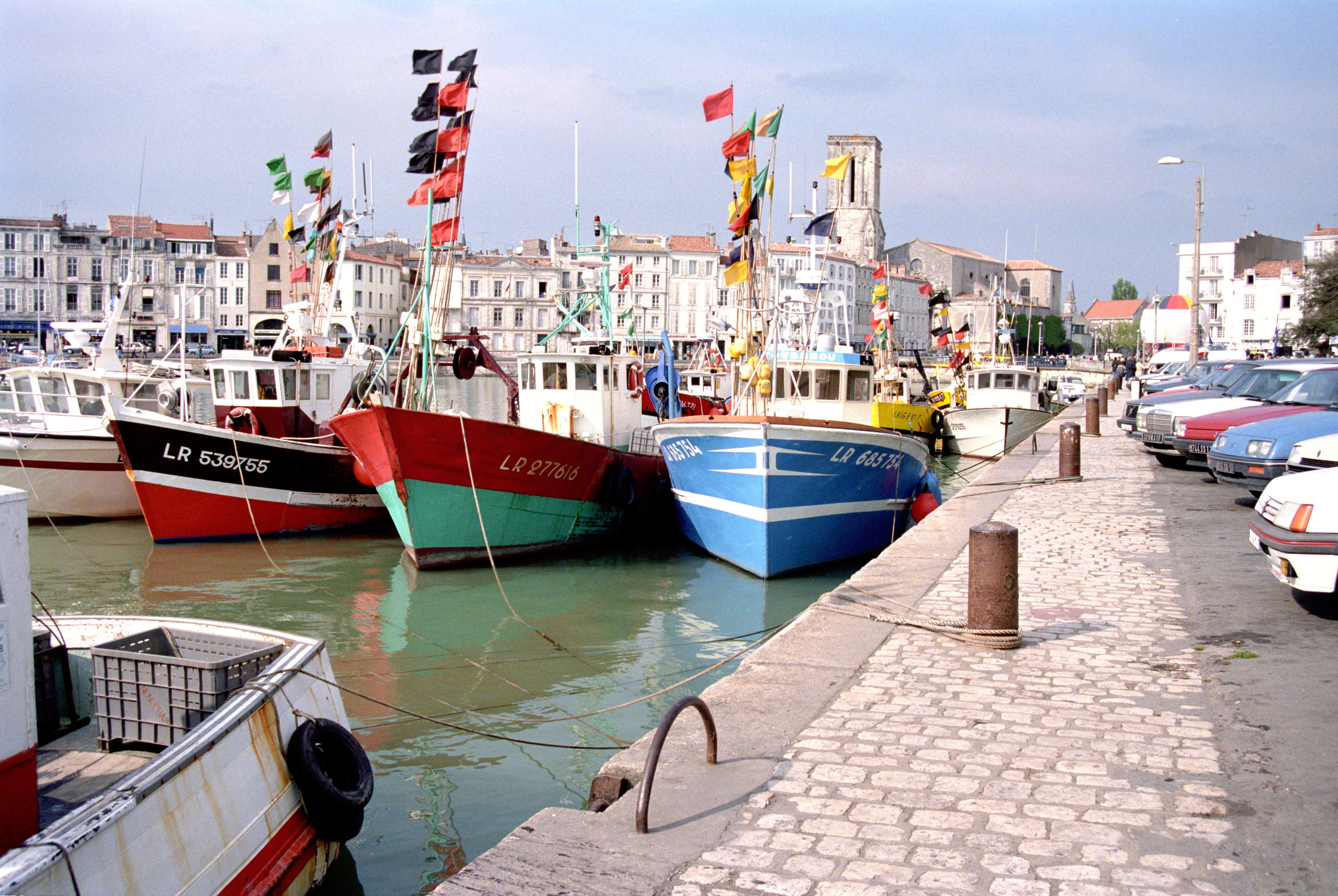
Des fileyeurs du bassin d'échouage du Vieux-Port.
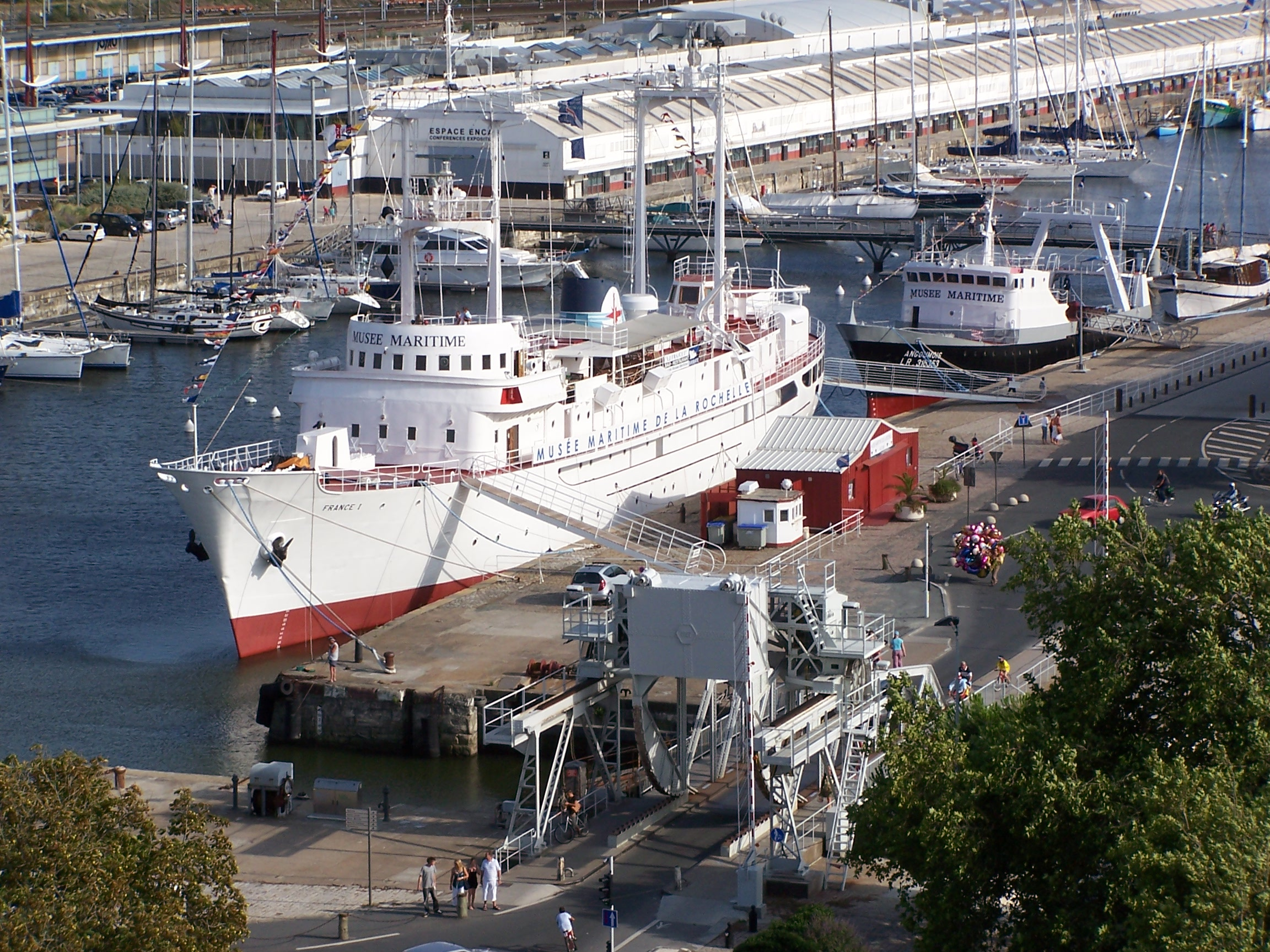
Le France I du musée maritime de La Rochelle depuis la tour Saint-Nicolas.
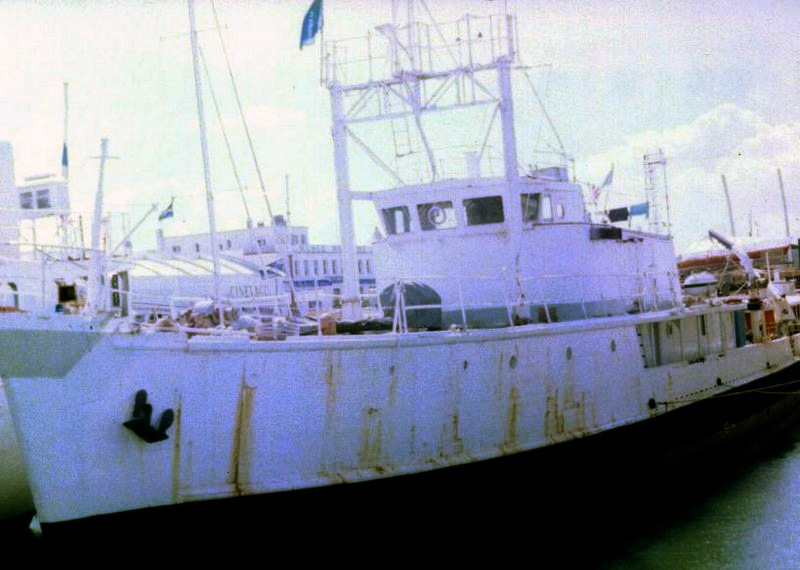
La Calypso (1999).
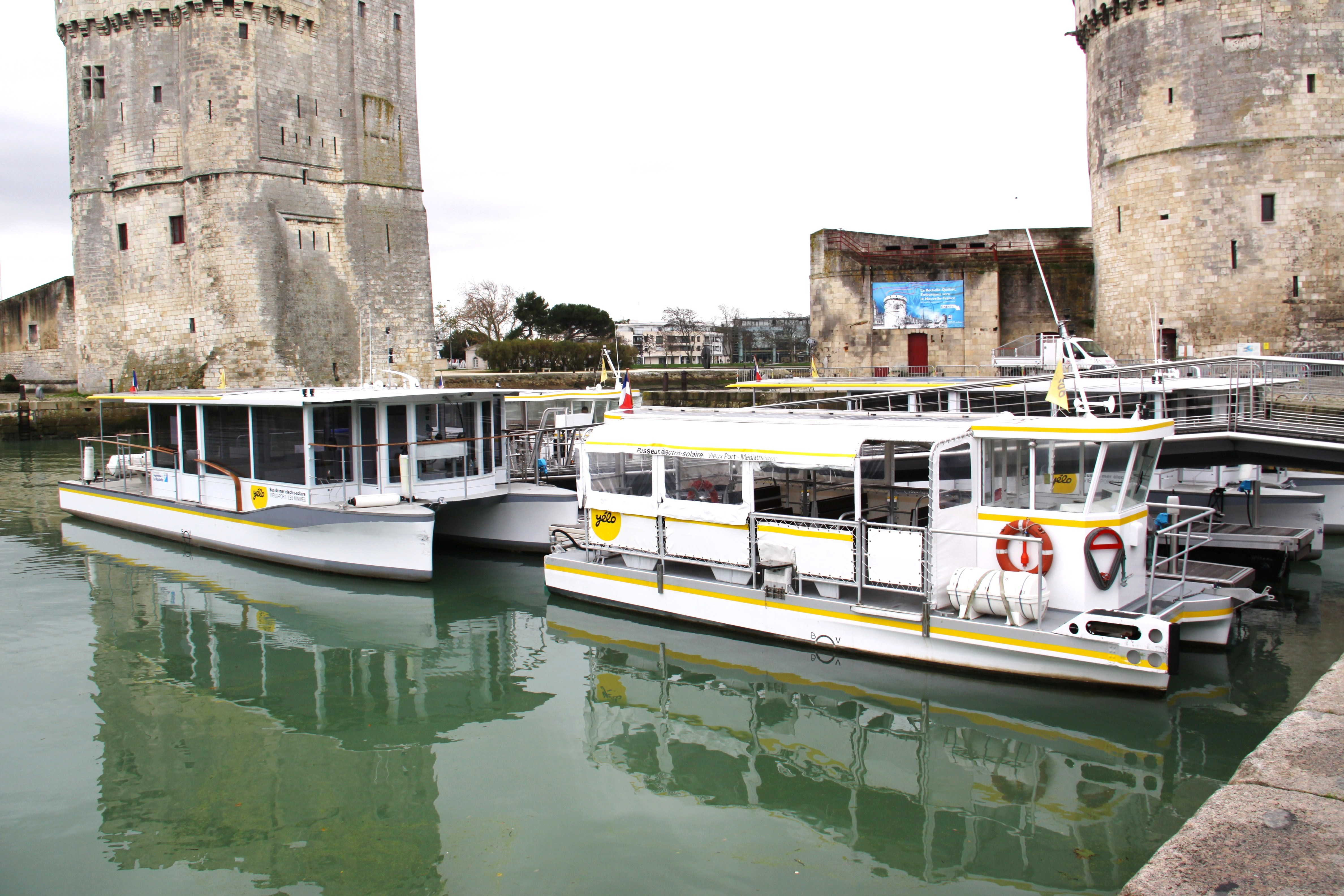
Bateaux solaires de tourisme du Vieux-Port
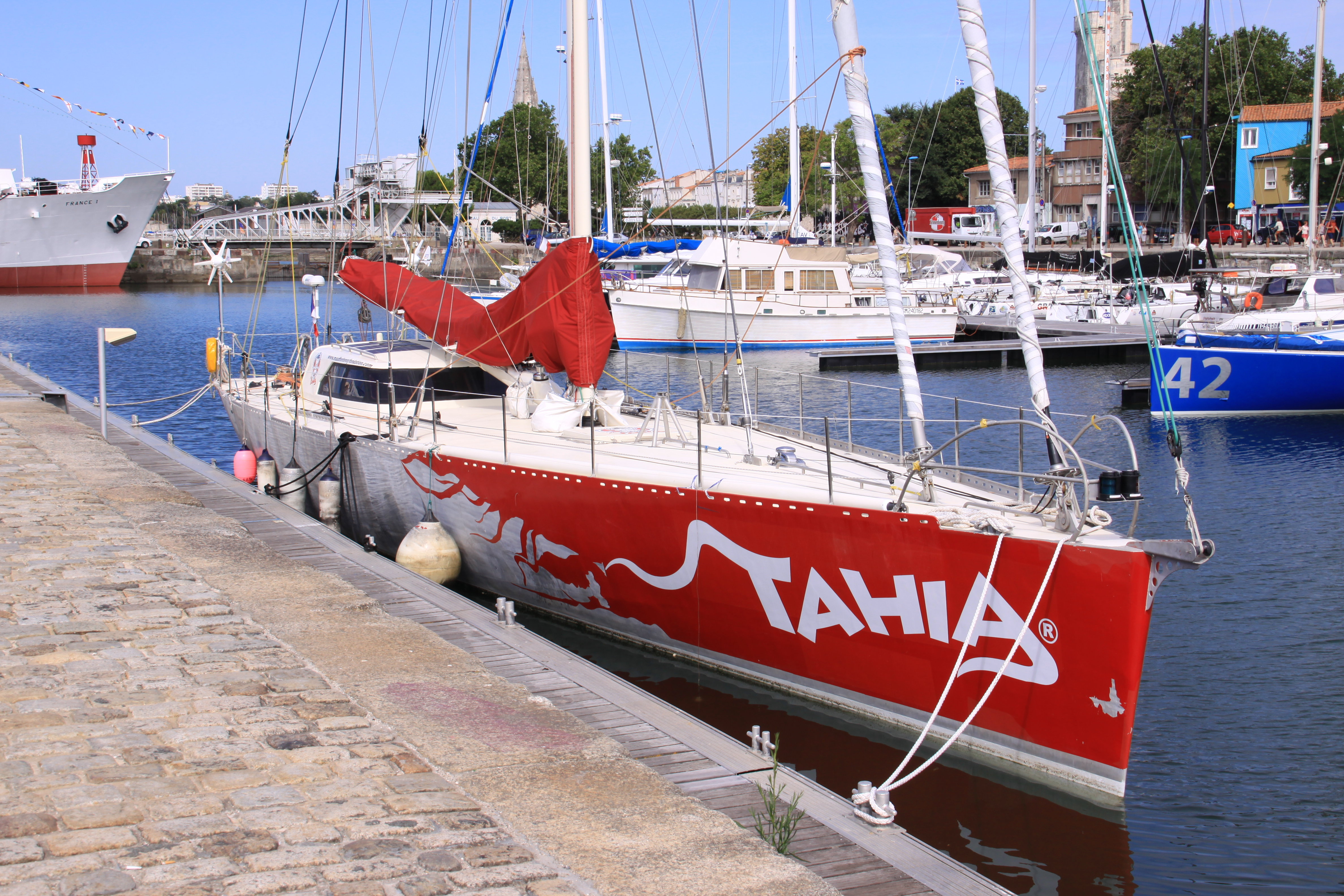
Le voilier Tahia amarré dans le Bassin des Chalutiers.
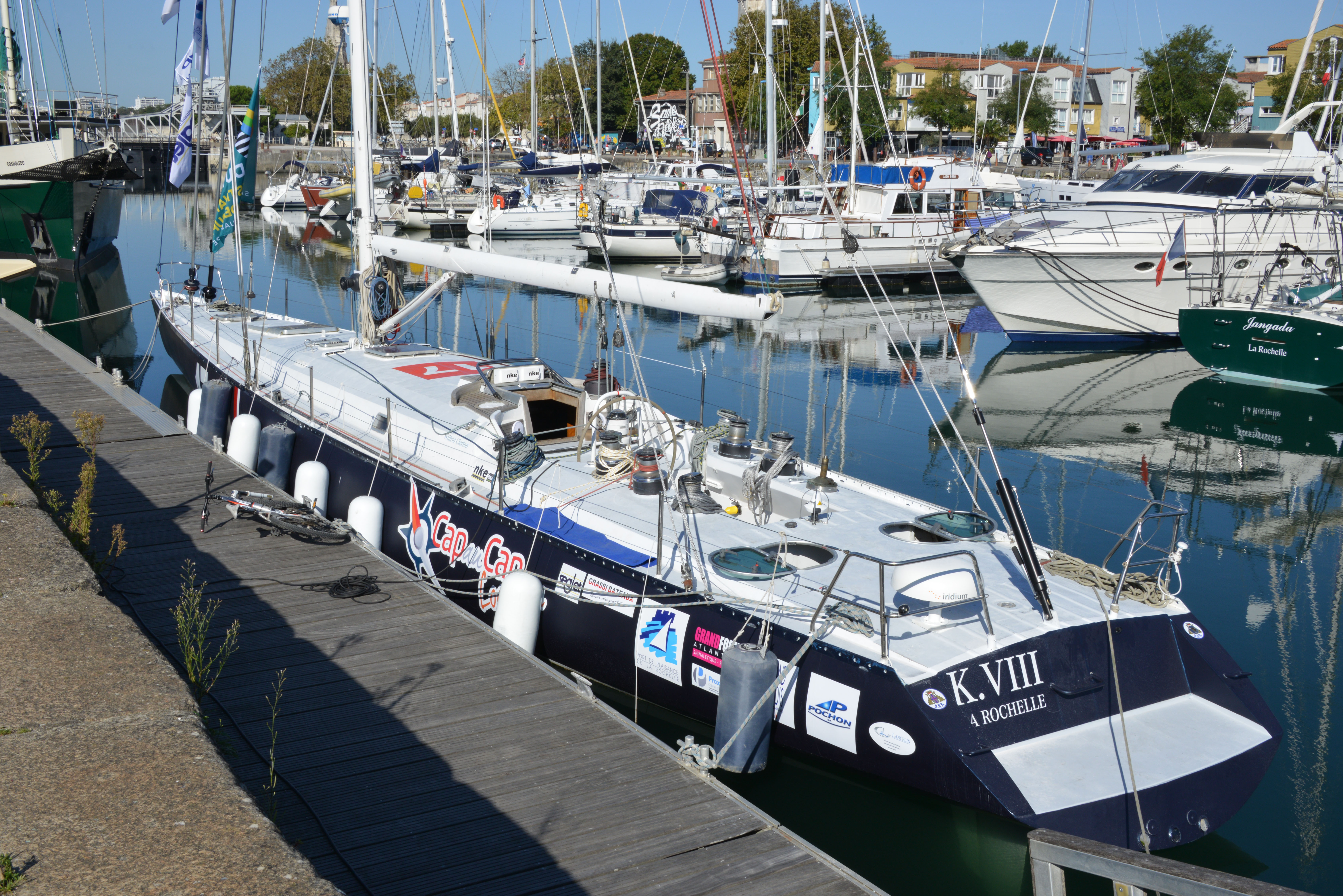
Kriter VIII
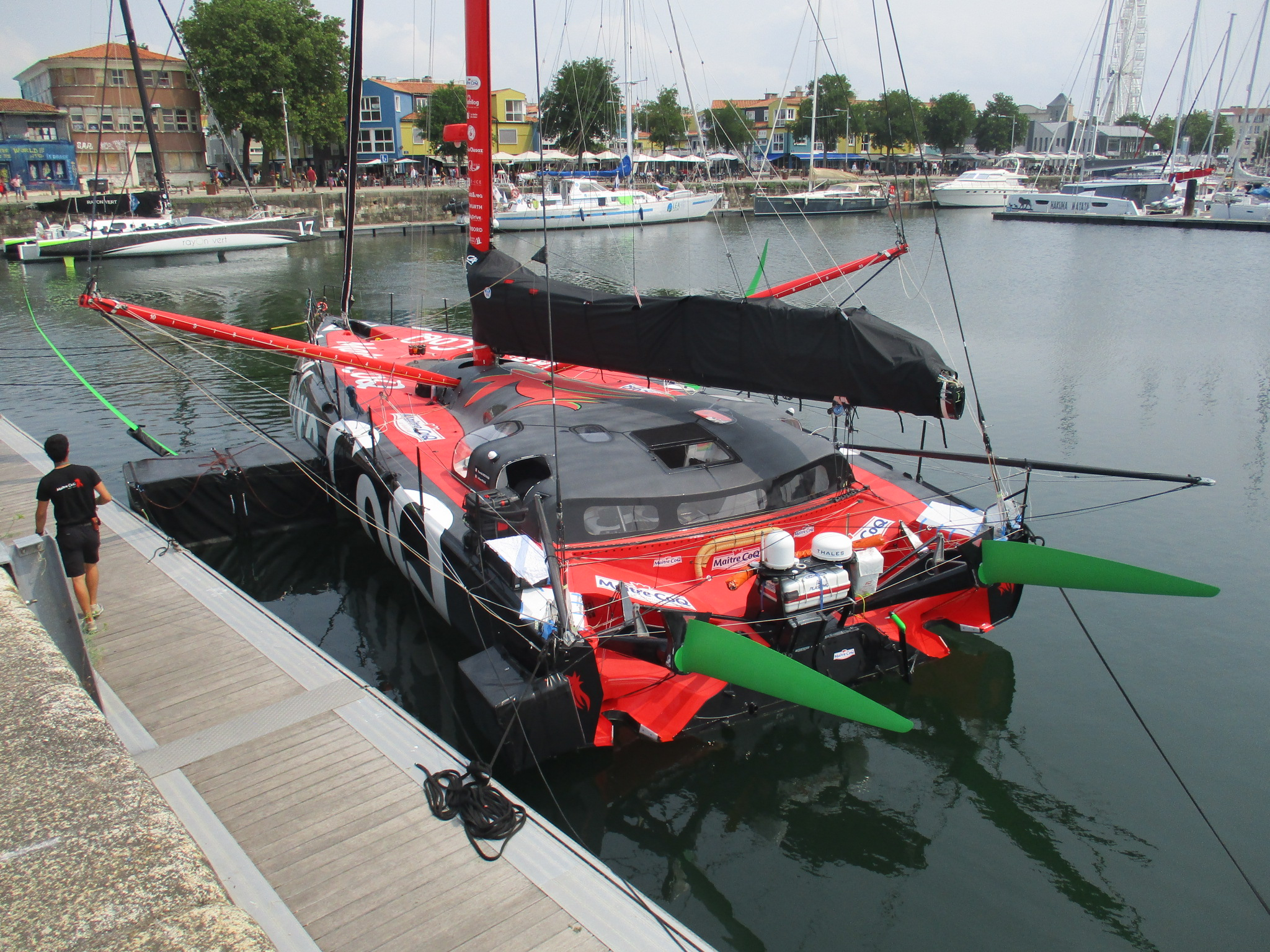
Maître CoQ V (2023).
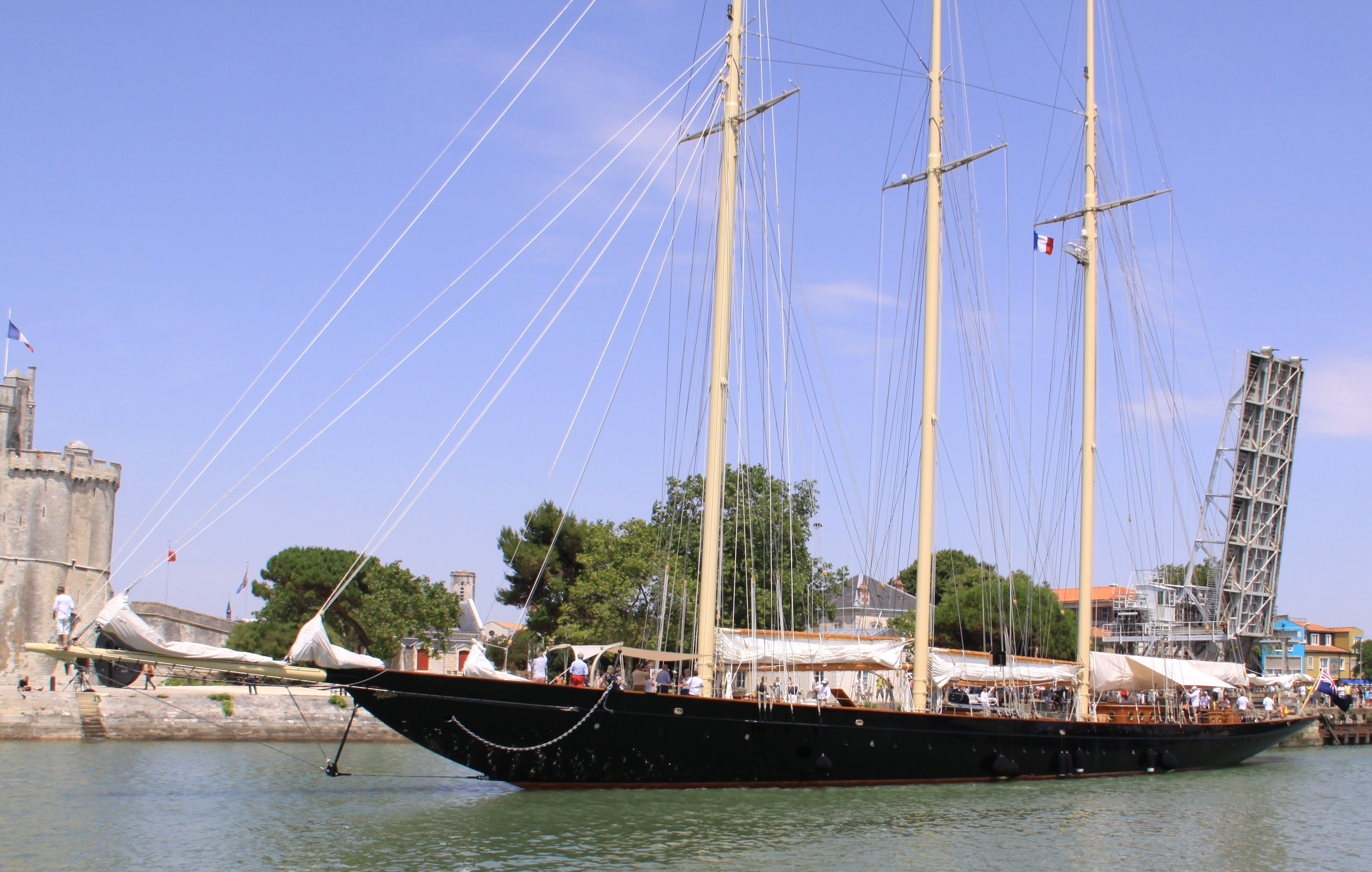
La goélette Atlantic sortant du bassin des chalutiers pour accéder au chenal.
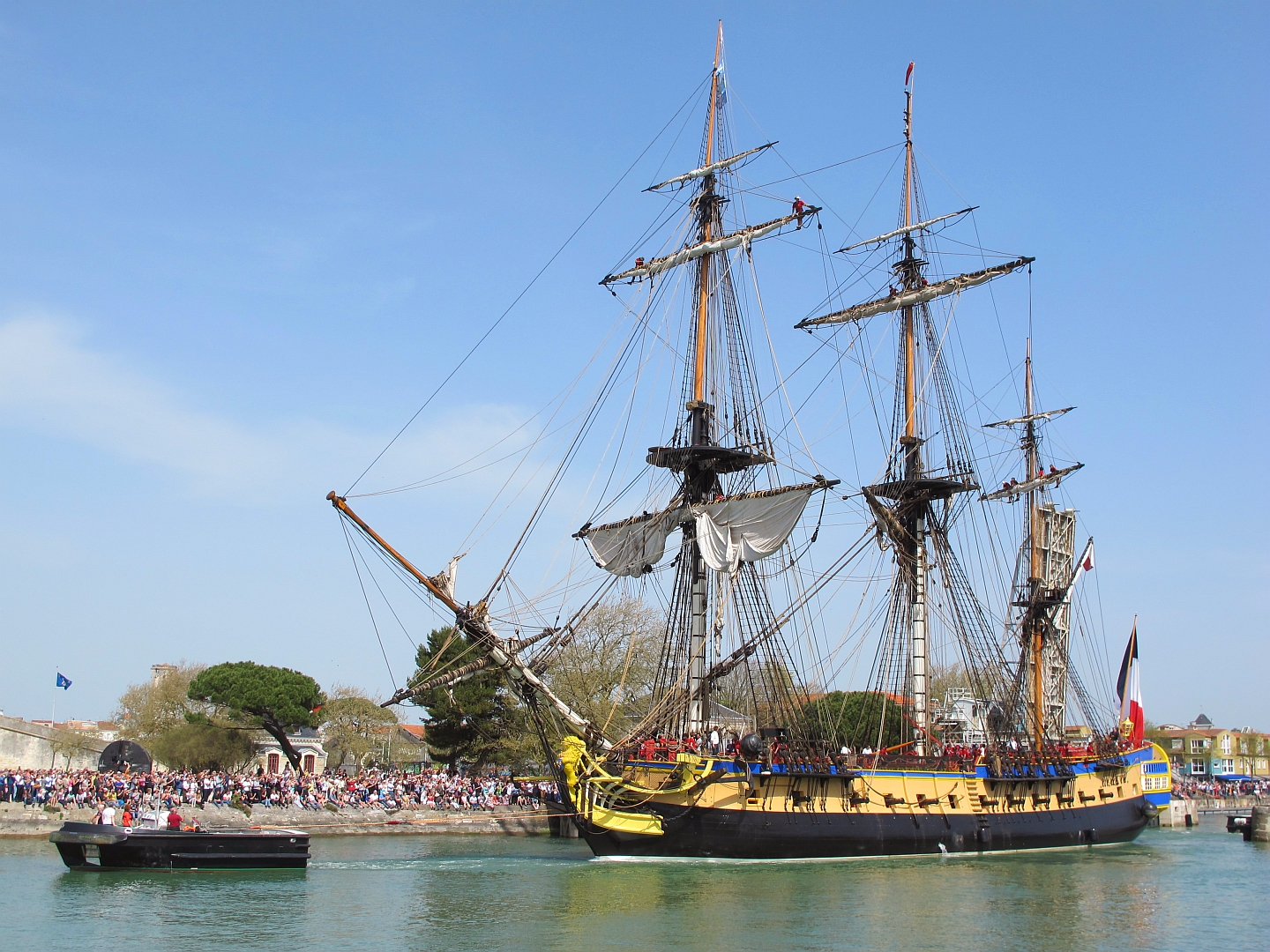
La frégate Hermione sortant du bassin des chalutiers pour accéder au chenal.
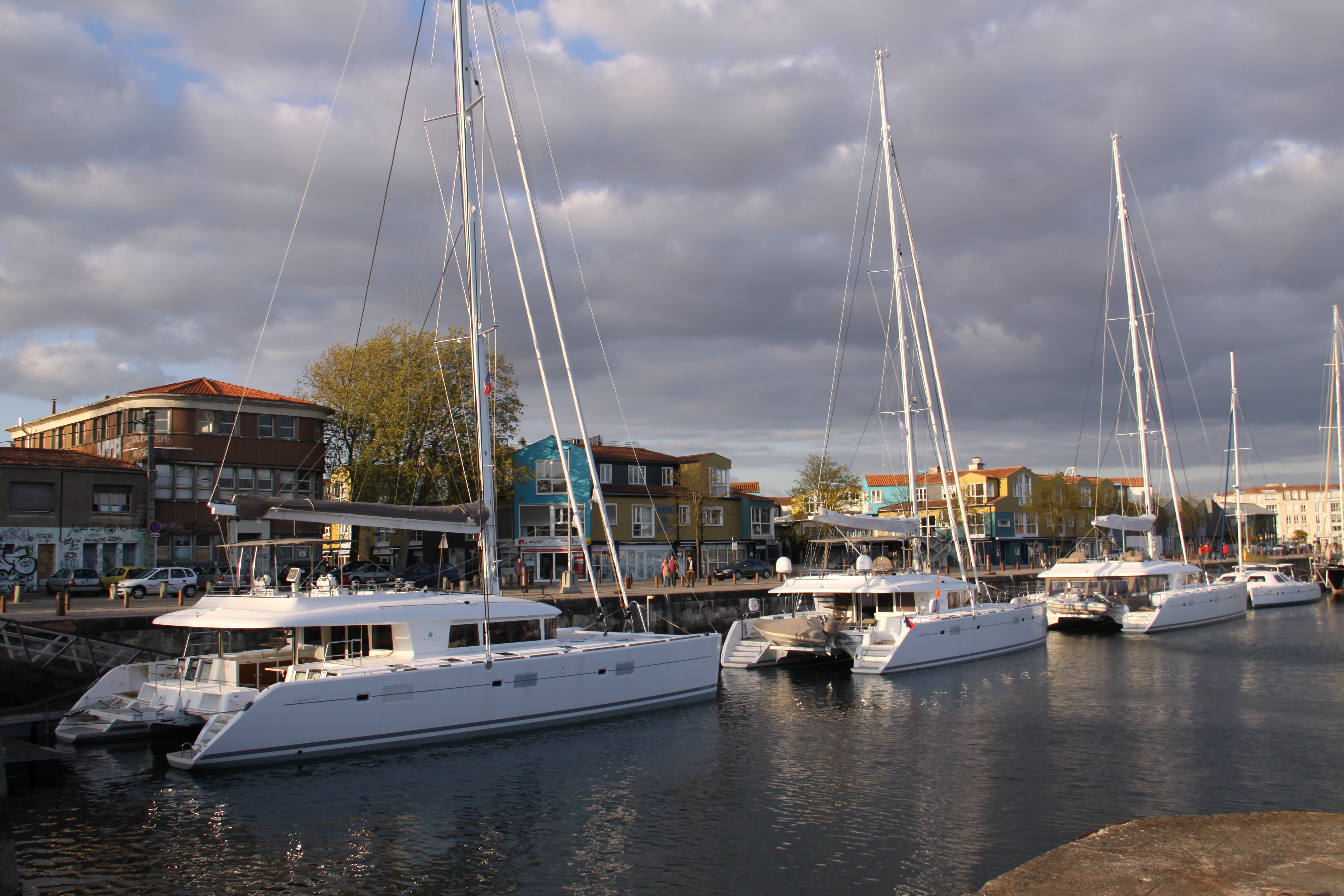
Catamarans de tourisme, du bassin des chalutiers.

## Infrastructures portuaires

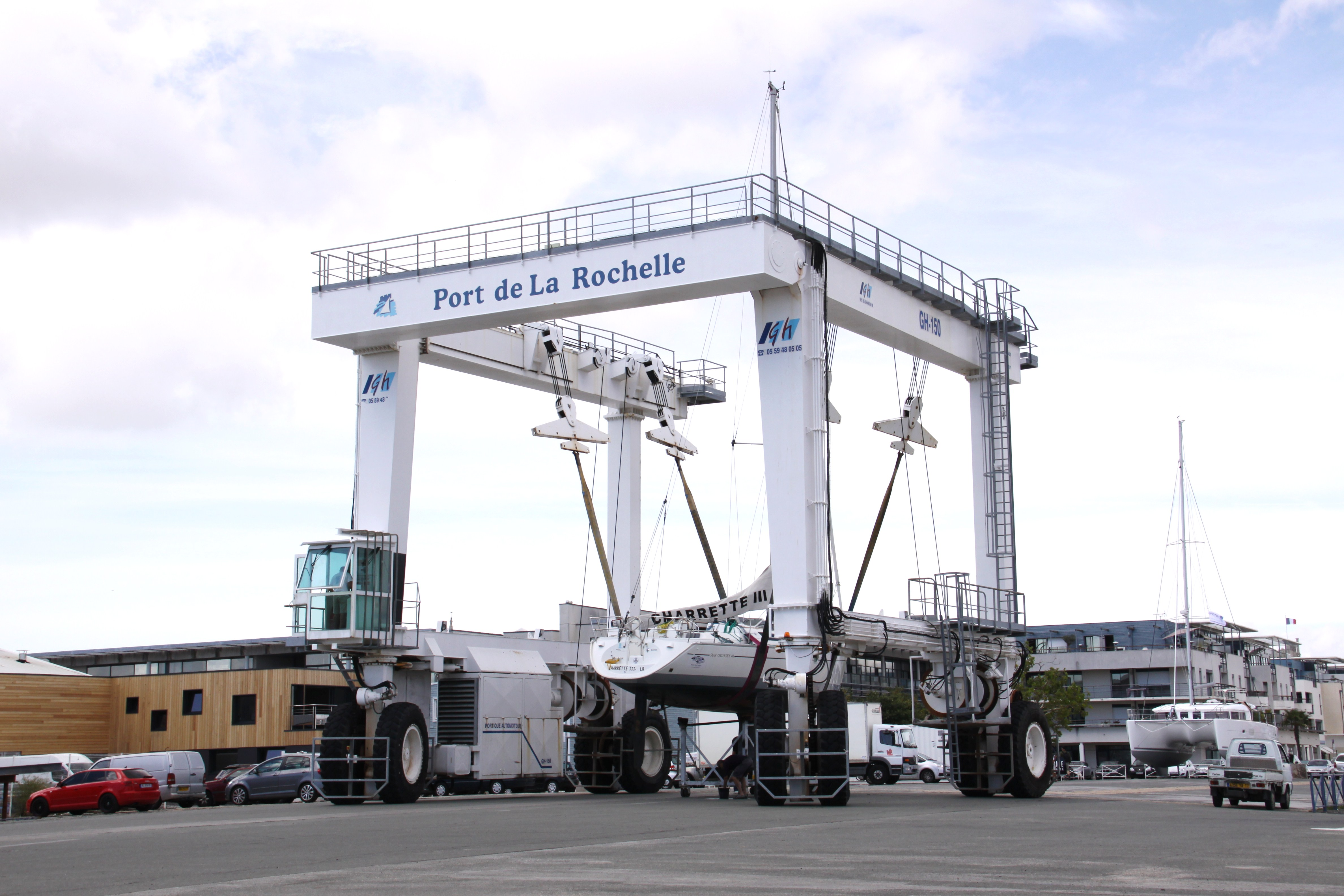
Grue de manutention

Le Vieux-Port est composé de trois bassins offrant 18 appontements et 320 places (dont 70 pour les visiteurs) :
- Le bassin du havre d’échouage : 4 appontements, 115 places (dont 40 pour les visiteurs), emplacements dragués à -1 mètre, longueur maximale de 12 mètres ;
- Le bassin des chalutiers : creusé en 1862 et fermé par une écluse à marée basse, il présente une forme en "L" et permet l'accueil des navires du Musée Maritime ainsi que tout navire, de 17 à 90 mètres, largeur jusqu’à 16 mètres, tirant d’eau maximal de 5 mètres sur 4 appontements ;
- Le bassin à flot: le plus petit des trois, jouxtant les quartiers Saint-Nicolas et du Gabut et également fermé par une écluse à marée basse. Il y a 5 appontements (90 places) où peuvent s'amarrer des navires de tirant d'eau de 4 mètres, d'une longueur maximale de 14 mètres et une largeur maximale de 12 mètres, avec un seuil à l’entrée de 1 mètre.

## Quelques événements
Le Grand Pavois de La Rochelle, salon nautique international à flot du port de plaisance La Rochelle, depuis 1973, avec environ 750 bateaux exposés à flot et à terre.
Le festival de musique des Francofolies de La Rochelle a lieu depuis 1985 place Saint-Jean-d'Acre, sur les quais des remparts du Vieux-Port entre les tour de la Chaîne et tour de la Lanterne.
Le vieux port accueil depuis 2009 une compétition de plongeon de haut vol du Red Bull Cliff Diving, depuis la tour Saint-Nicolas, avec plus de 40 000 spectateurs au pied de l’édifice en 2009.

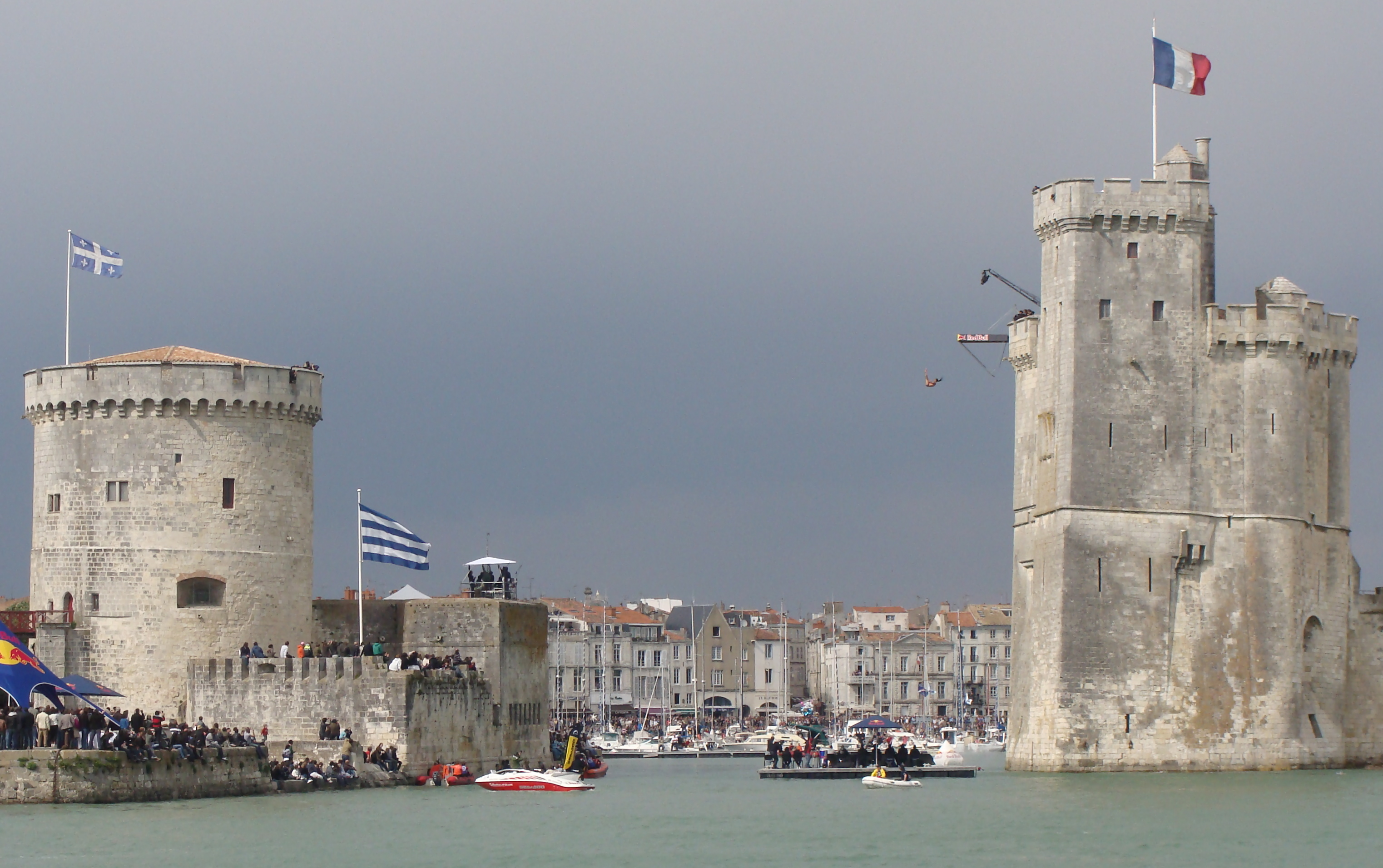
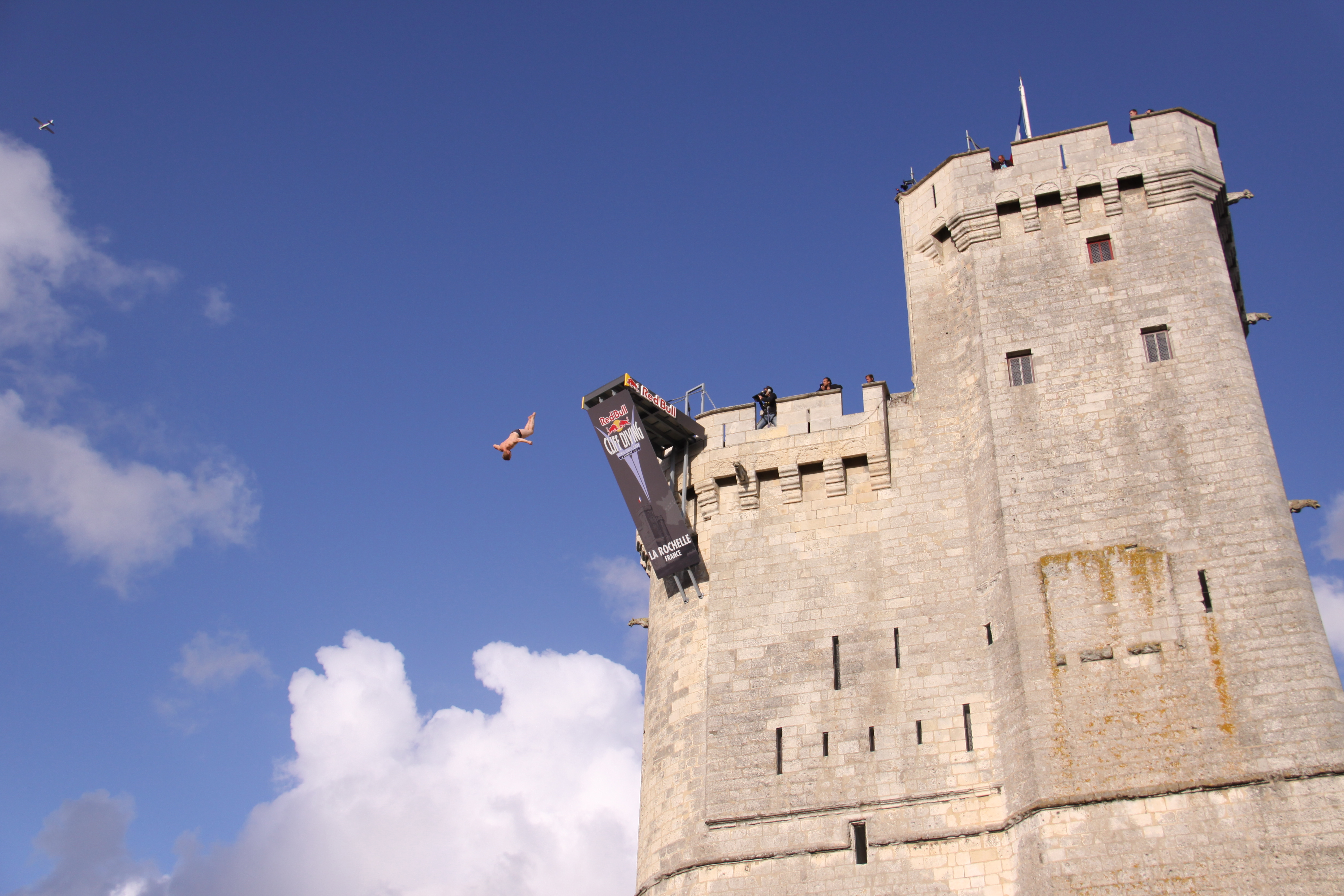
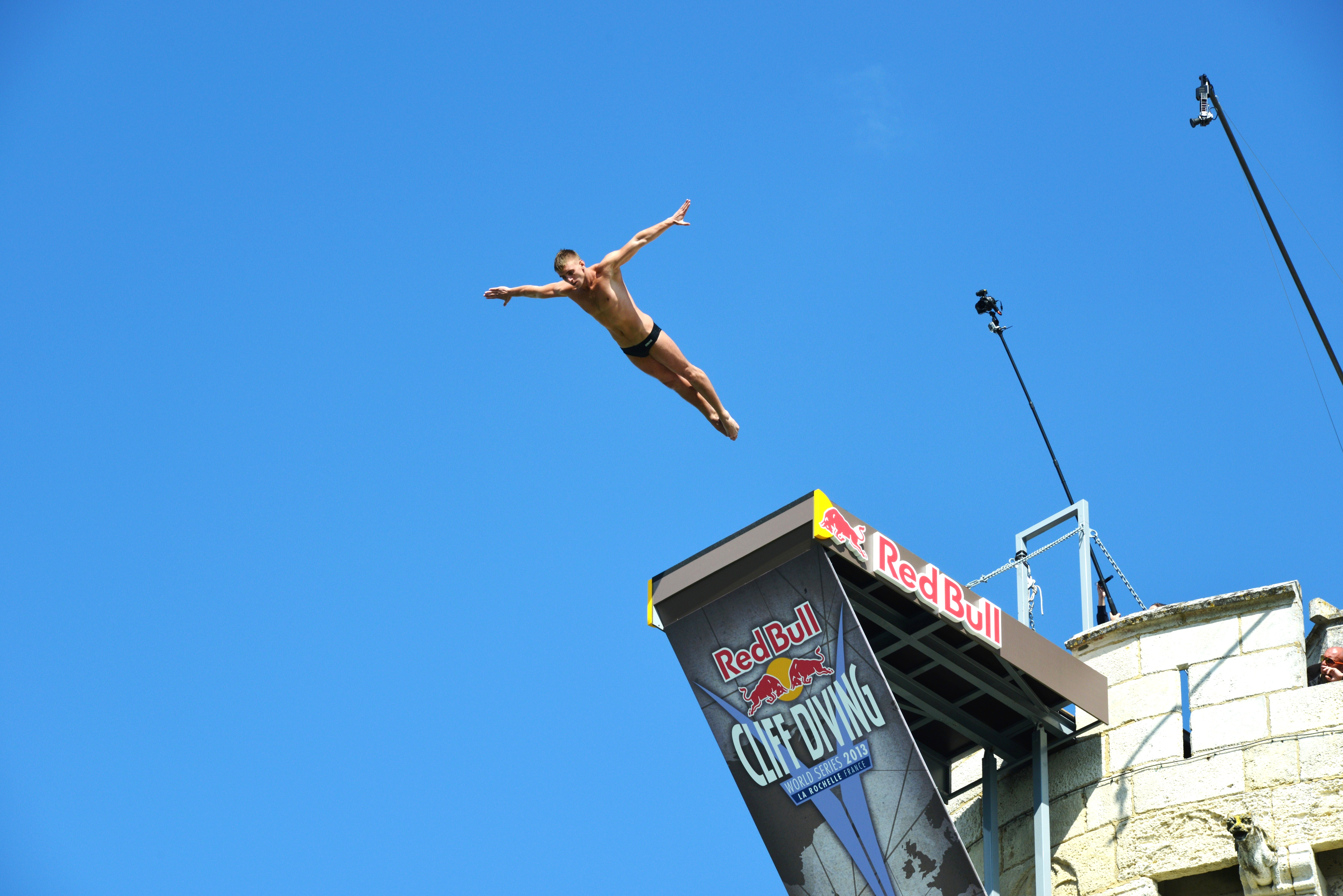
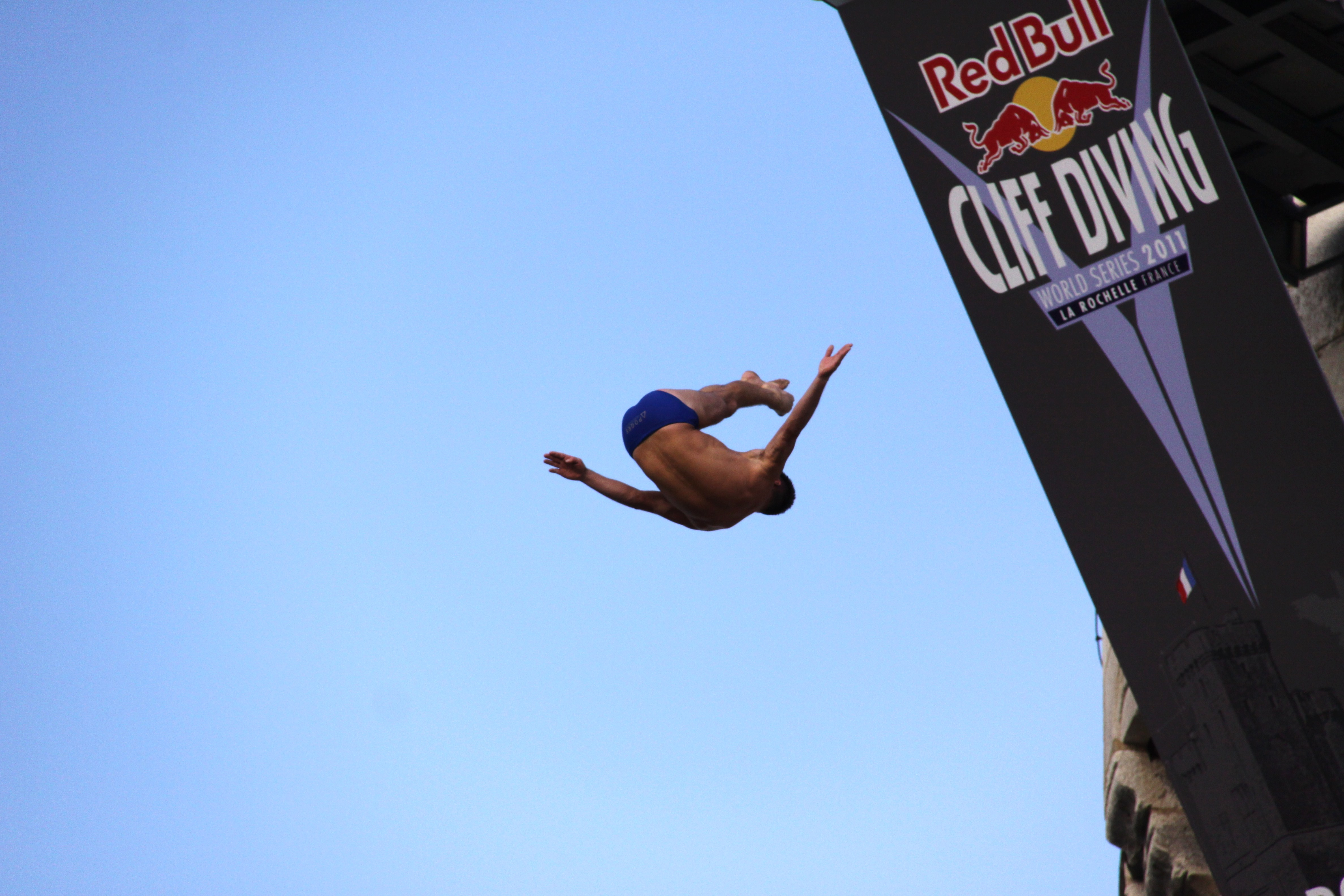

## Ouvrages liés au Vieux-Port de La Rochelle
- Captives à bord, tome 4 de la série de bande dessinée L'Épervier de Patrice Pellerin aux éditions Dupuis Collection Repérages, 1999

## Philatélie
- En 1930, sort en France le 1er timbre intitulé : Port de la Rochelle d'une valeur de 10 f. Il est annoncé bleu. Toutefois, on connaît ce timbre chaudron clair, brun-noir et outremer vif. Ces variétés sont très recherchées[14].
- En 1970, dans une série sur l'histoire de France, Richelieu est représenté devant le port[15].
- En 2008, c'est un timbre de 55 centimes d'euro qui représente le Vieux-Port, les Tours Saint-Nicolas et de la Chaîne[16],[17].